# Lista monumentelor istorice din județul Vâlcea

Simbol utilizat în România pentru monumentele istorice

Lista monumentelor istorice din județul Vâlcea cuprinde monumentele istorice din județul Vâlcea înscrise în Patrimoniul cultural național al României. Lista completă este menținută și actualizată periodic de către Ministerul Culturii, Cultelor și Patrimoniului Național din România, ultima versiune datând din 2015.

| Cod LMI                                        | Denumire                                                                         | Localitate                                               | Localizare | Datare, Creatori                                                                   | Imagine               | Erori             |
| ---------------------------------------------- | -------------------------------------------------------------------------------- | -------------------------------------------------------- | --- | ---------------------------------------------------------------------------------- | --------------------- | ----------------- |
| VL-I-s-B-09506 (RAN: 167482.01)                | Situl arheologic de la Râmnicu Vâlcea, punct Motelul „Capela”                    | municipiul Râmnicu Vâlcea                                | Motelul „Capela” |                                                                                    | Încarcă foto \| video | Raportează eroare |
| VL-I-m-B-09506.01 (RAN: 167482.01.01)          | Așezare                                                                          | municipiul Râmnicu Vâlcea                                | Hallstatt |                                                                                    | Încarcă foto \| video | Raportează eroare |
| VL-I-m-B-09506.02 (RAN: 167482.01.02)          | Așezare                                                                          | municipiul Râmnicu Vâlcea                                | Latène |                                                                                    | Încarcă foto \| video | Raportează eroare |
| VL-I-s-B-09507 (RAN: 167482.02)                | Situl arheologic de la Râmnicu Vâlcea, punct „Dealul Cetățuia”                   | municipiul Râmnicu Vâlcea                                | „Dealul Cetățuia” 45.12278°N 24.36278°E |                                                                                    | Încarcă foto \| video | Raportează eroare |
| VL-I-m-B-09507.01 (RAN: 167482.02.03)          | Așezare                                                                          | municipiul Râmnicu Vâlcea                                | „Dealul Cetățuia” 45.12278°N 24.36278°E | Epoca romană                                                                       | Încarcă foto \| video | Raportează eroare |
| VL-I-m-B-09507.02 (RAN: 167482.02.02)          | Așezare                                                                          | municipiul Râmnicu Vâlcea                                | „Dealul Cetățuia” 45.12278°N 24.36278°E | Latène                                                                             | Încarcă foto \| video | Raportează eroare |
| VL-I-m-B-09507.03 (RAN: 167482.02.04)          | Așezare                                                                          | municipiul Râmnicu Vâlcea                                | „Dealul Cetățuia” 45.12278°N 24.36278°E | Epoca bronzului                                                                    | Încarcă foto \| video | Raportează eroare |
| VL-I-s-A-09508 (RAN: 167482.04)                | Situl arheologic de la Râmnicu Vâlcea                                            | municipiul Râmnicu Vâlcea                                | Cartier Copăcelu (Valea Răii) 45.07722°N 24.31611°E                                                                                                |                                                                                    | Încarcă foto \| video | Raportează eroare |
| VL-I-m-A-09508.01                              | Situl arheologic de la Râmnicu Vâlcea                                            | municipiul Râmnicu Vâlcea                                | Cartier Copăcelu (Valea Răii) | Epoca bronzului                                                                    | Încarcă foto \| video | Raportează eroare |
| VL-I-m-A-09508.02                              | Situl arheologic de la Râmnicu Vâlcea                                            | municipiul Râmnicu Vâlcea                                | Cartier Copăcelu (Valea Răii) | Neolitic                                                                           | Încarcă foto \| video | Raportează eroare |
| VL-I-s-B-09509 (RAN: 167482.09)                | Situl arheologic de la Râmnicu Vâlcea, punct „Cartier Căzănești”                 | municipiul Râmnicu Vâlcea                                | Cartier Căzănești |                                                                                    | Încarcă foto \| video | Raportează eroare |
| VL-I-m-B-09509.01 (RAN: 167482.06.03)          | Așezare                                                                          | municipiul Râmnicu Vâlcea                                | Cartier Căzănești | Epoca romană                                                                       | Încarcă foto \| video | Raportează eroare |
| VL-I-m-B-09509.02 (RAN: 167482.06.02)          | Așezare                                                                          | municipiul Râmnicu Vâlcea                                | Cartier Căzănești | Latène                                                                             | Încarcă foto \| video | Raportează eroare |
| VL-I-m-B-09509.03 (RAN: 167482.06.01)          | Așezare                                                                          | municipiul Râmnicu Vâlcea                                | Cartier Căzănești | Epoca bronzului                                                                    | Încarcă foto \| video | Raportează eroare |
| VL-I-s-B-09510 (RAN: 168318.01)                | Așezare                                                                          | sat Amărăști; comuna Amărăști                            | | Epoca bronzului                                                                    | Încarcă foto \| video | Raportează eroare |
| VL-I-s-B-09511 (RAN: 171343.01)                | Așezare                                                                          | sat Arsanca; comuna Mihăești                             | | sec. IV-VI p. Chr.                                                                 | Încarcă foto \| video | Raportează eroare |
| VL-I-s-B-09512 (RAN: 168381.01)                | Așezarea Latène de la Băbeni                                                     | oraș Băbeni                                              | „Dealul Rumânilor” | Latène                                                                             | Încarcă foto \| video | Raportează eroare |
| VL-I-s-B-09513 (RAN: 168461.06)                | Situl arheologic de la Bălcești                                                  | sat Bălcești; oraș Bălcești                              | |                                                                                    | Încarcă foto \| video | Raportează eroare |
| VL-I-m-B-09513.01 (RAN: 168452.06.02)          | Așezare                                                                          | sat Bălcești; oraș Bălcești                              | la N de moară | Epoca romană                                                                       | Încarcă foto \| video | Raportează eroare |
| VL-I-m-B-09513.02 (RAN: 168452.06.01)          | Așezare                                                                          | sat Bălcești; oraș Bălcești                              | la N de moară | Epoca bronzului                                                                    | Încarcă foto \| video | Raportează eroare |
| VL-I-s-B-09514 (RAN: 171352.01)                | Situl arheologic de la Bârsești                                                  | sat Bârsești; comuna Mihăești                            | |                                                                                    | Încarcă foto \| video | Raportează eroare |
| VL-I-m-B-09514.01 (RAN: 171352.01.02)          | Așezare                                                                          | sat Bârsești; comuna Mihăești                            | în lunca pârâului Govora, pe malul drept al apei                                                                                                   | Epoca romană                                                                       | Încarcă foto \| video | Raportează eroare |
| VL-I-m-B-09514.02 (RAN: 171352.01.01)          | Așezare                                                                          | sat Bârsești; comuna Mihăești                            | în lunca pârâului Govora, pe malul drept al apei                                                                                                   | Neolitic                                                                           | Încarcă foto \| video | Raportează eroare |
| VL-I-s-B-09515 (RAN: 168693.01)                | Așezare                                                                          | sat Berislăvești; comuna Berislăvești                    | | Epoca bronzului                                                                    | Încarcă foto \| video | Raportează eroare |
| VL-I-s-B-09516 (RAN: 168693.02)                | Așezare                                                                          | sat Berislăvești; comuna Berislăvești                    | | sec. XVIII                                                                         | Încarcă foto \| video | Raportează eroare |
| VL-I-s-B-09517 (RAN: 169271.03)                | Necropolă                                                                        | sat Bistrița; comuna Costești                            | | Epoca medievală                                                                    | Încarcă foto \| video | Raportează eroare |
| VL-I-s-B-09518 (RAN: 168915.01)                | Așezarea romană de la Bujoreni                                                   | sat Bujoreni; comuna Bujoreni                            | „Malul Alb” | Epoca romană                                                                       | Încarcă foto \| video | Raportează eroare |
| VL-I-s-B-09519 (RAN: 171334.01)                | Situl arheologic de la Buleta                                                    | sat Buleta; comuna Mihăești                              | |                                                                                    | Încarcă foto \| video | Raportează eroare |
| VL-I-m-B-09519.01 (RAN: 171334.01.03)          | Așezare                                                                          | sat Buleta; comuna Mihăești                              | | Epoca romană                                                                       | Încarcă foto \| video | Raportează eroare |
| VL-I-m-B-09519.02 (RAN: 171334.01.02)          | Așezare                                                                          | sat Buleta; comuna Mihăești                              | la E de sat, spre localitatea Arsanca | Hallstatt                                                                          | Încarcă foto \| video | Raportează eroare |
| VL-I-m-B-09519.03 (RAN: 171334.01.01)          | Așezare                                                                          | sat Buleta; comuna Mihăești                              | la E de sat, spre localitatea Arsanca | Epoca bronzului                                                                    | Încarcă foto \| video | Raportează eroare |
| VL-I-s-B-09520 (RAN: 168979.01)                | Situl arheologic de la Bunești                                                   | sat Bunești; comuna Bunești                              | |                                                                                    | Încarcă foto \| video | Raportează eroare |
| VL-I-m-B-09520.01 (RAN: 168979.01.03)          | Așezare                                                                          | sat Bunești; comuna Bunești                              | în vatra satului, la NE de DN67 | Epoca romană                                                                       | Încarcă foto \| video | Raportează eroare |
| VL-I-m-B-09520.02 (RAN: 168979.01.02)          | Așezare                                                                          | sat Bunești; comuna Bunești                              | în vatra satului, la NE de DN67 | Latène, Cultura geto-dacică                                                        | Încarcă foto \| video | Raportează eroare |
| VL-I-m-B-09520.03 (RAN: 168979.01.01)          | Așezare                                                                          | sat Bunești; comuna Bunești                              | în vatra satului, la NE de DN67 | Hallstatt                                                                          | Încarcă foto \| video | Raportează eroare |
| VL-I-s-B-09521 (RAN: 167918.01)                | Așezare                                                                          | oraș Călimănești                                         | Între Pârâul Poștei șitabăra de copii | Latène                                                                             | Încarcă foto \| video | Raportează eroare |
| VL-I-s-B-09522 (RAN: 169137.01)                | Situl arheologic de la Câinenii Mari                                             | sat Câinenii Mari; comuna Câineni                        | |                                                                                    | Încarcă foto \| video | Raportează eroare |
| VL-I-m-B-09522.01 (RAN: 169137.01.02)          | Ruinele cetății austriece „Arxavia”                                              | sat Câinenii Mari; comuna Câineni                        | la V de podul peste Olt și pe malul podului | 1717 - 1719, Epoca medievală                                                       | Încarcă foto \| video | Raportează eroare |
| VL-I-m-B-09522.02 (RAN: 169137.01.01)          | Așezare                                                                          | sat Câinenii Mari; comuna Câineni                        | la V de podul peste Olt și pe malul podului | Epoca romană                                                                       | Încarcă foto \| video | Raportează eroare |
| VL-I-s-B-09523                                 | Punct fosilifer                                                                  | sat Ciungetu; comuna Malaia                              | „Peștera Laptelui” | Paleolitic inferior                                                                | Încarcă foto \| video | Raportează eroare |
| VL-I-s-B-09524 (RAN: 170033.01)                | Situl arheologic de la Cocoru                                                    | sat Cocoru; comuna Galicea                               | |                                                                                    | Încarcă foto \| video | Raportează eroare |
| VL-I-m-B-09524.01 (RAN: 170033.01.02)          | Așezare                                                                          | sat Cocoru; comuna Galicea                               | între DJ 678 A și Valea Topologului | Latène, Cultura geto-dacică                                                        | Încarcă foto \| video | Raportează eroare |
| VL-I-m-B-09524.02 (RAN: 170033.01.01)          | Așezare                                                                          | sat Cocoru; comuna Galicea                               | între DJ 678 A și Valea Topologului | Hallstatt                                                                          | Încarcă foto \| video | Raportează eroare |
| VL-I-s-A-09525 (RAN: 172554.01)                | Situl arheologic de la Copăceni                                                  | sat Copăceni; comuna Racovița                            | „La moară” |                                                                                    | Încarcă foto \| video | Raportează eroare |
| VL-I-m-A-09525.01 (RAN: 172554.01.01)          | Castrul roman „Praetorium I”                                                     | sat Copăceni; comuna Racovița                            | „La moară” 45.0792°N 24.3978°E | sec. II - III p. Chr.                                                              |                       | Raportează eroare |
| VL-I-m-A-09525.02 (RAN: 172554.01.03)          | Așezare civilă                                                                   | sat Copăceni; comuna Racovița                            | „La moară” | sec. II - III p. Chr.                                                              | Încarcă foto \| video | Raportează eroare |
| VL-I-m-A-09525.03 (RAN: 172554.01.02)          | Terme                                                                            | sat Copăceni; comuna Racovița                            | „La moară” | sec. II - III p. Chr.                                                              | Încarcă foto \| video | Raportează eroare |
| VL-I-s-B-09526 (RAN: 169262.01)                | Necropolă tumulară de incinerație                                                | sat Costești; comuna Costești                            | | Hallstatt târziu, Cultura Ferigile - Bârsești                                      | Încarcă foto \| video | Raportează eroare |
| VL-I-m-B-09527                                 | Așezare civilă                                                                   | sat Cosota; oraș Ocnele Mari                             | „Valea Bradului” | sec. II a. Chr.-I p. Chr., Latène, Cultura geto-dacică                             | Încarcă foto \| video | Raportează eroare |
| VL-I-s-B-09528 (RAN: 170042.01)                | Situl arheologic de la Cremenari                                                 | sat Cremenari; comuna Galicea                            | |                                                                                    | Încarcă foto \| video | Raportează eroare |
| VL-I-m-B-09528.01 (RAN: 170042.01.02)          | Așezare                                                                          | sat Cremenari; comuna Galicea                            | între vatra satului șifirul Văii Turciturilor | Latène, Cultura geto-dacică                                                        | Încarcă foto \| video | Raportează eroare |
| VL-I-m-B-09528.02 (RAN: 170042.01.01)          | Așezare                                                                          | sat Cremenari; comuna Galicea                            | între vatra satului șifirul Văii Turciturilor | Neolitic                                                                           | Încarcă foto \| video | Raportează eroare |
| VL-I-s-B-09529 (RAN: 167990.01)                | Așezare                                                                          | municipiul Drăgășani                                     | „Capu Dealului” |                                                                                    | Încarcă foto \| video | Raportează eroare |
| VL-I-m-B-09529.01 (RAN: 167990.01.01)          | Așezare                                                                          | municipiul Drăgășani                                     | „Capu Dealului” | Epoca romană                                                                       | Încarcă foto \| video | Raportează eroare |
| VL-I-m-B-09529.02 (RAN: 167990.01.03)          | Așezare                                                                          | municipiul Drăgășani                                     | „Capu Dealului” | Epoca dacică                                                                       | Încarcă foto \| video | Raportează eroare |
| VL-I-m-B-09529.03 (RAN: 167990.01.02)          | Așezare                                                                          | municipiul Drăgășani                                     | „Capu Dealului” | Epoca bronzului                                                                    | Încarcă foto \| video | Raportează eroare |
| VL-I-s-B-09530 (RAN: 169388.01)                | Așezare                                                                          | sat Fedeleșoiu; comuna Dăești                            | | Hallstatt                                                                          | Încarcă foto \| video | Raportează eroare |
| VL-I-s-B-09531 (RAN: 170569.01)                | Situl arheologic de la Fișcălia                                                  | sat Fișcălia; comuna Ionești                             | |                                                                                    | Încarcă foto \| video | Raportează eroare |
| VL-I-m-B-09531.01 (RAN: 170569.01.03)          | Așezare                                                                          | sat Fișcălia; comuna Ionești                             | | Epoca romană                                                                       | Încarcă foto \| video | Raportează eroare |
| VL-I-m-B-09531.02 (RAN: 170569.01.02)          | Așezare                                                                          | sat Fișcălia; comuna Ionești                             | | Latène, Cultura geto-dacică                                                        | Încarcă foto \| video | Raportează eroare |
| VL-I-m-B-09531.03 (RAN: 170569.01.01)          | Așezare                                                                          | sat Fișcălia; comuna Ionești                             | | Neolitic                                                                           | Încarcă foto \| video | Raportează eroare |
| VL-I-s-B-09532 (RAN: 169903.01)                | Așezare                                                                          | sat Frâncești; comuna Frâncești                          | | Epoca romană                                                                       | Încarcă foto \| video | Raportează eroare |
| VL-I-s-B-09533 (RAN: 168782.01)                | Așezare                                                                          | sat Găujani; comuna Boișoara                             | | Perioada de tranziție la epoca bronzului, Cultura Coțofeni                         | Încarcă foto \| video | Raportează eroare |
| VL-I-s-B-09534 (RAN: 170104.01)                | Așezare                                                                          | sat Ghioroiu; comuna Ghioroiu                            | | Hallstatt                                                                          | Încarcă foto \| video | Raportează eroare |
| VL-I-s-B-09535 (RAN: 170177.01)                | Așezare                                                                          | sat Glăvile; comuna Glăvile                              | | Epoca bronzului                                                                    | Încarcă foto \| video | Raportează eroare |
| VL-I-s-B-09536 (RAN: 167482.07)                | Situl arheologic de la Goranu                                                    | sat aparținător Goranu; municipiul Râmnicu Vâlcea        | |                                                                                    | Încarcă foto \| video | Raportează eroare |
| VL-I-m-B-09536.01 (RAN: 167482.07.03)          | Așezare                                                                          | sat aparținător Goranu; municipiul Râmnicu Vâlcea        | la V de noua cale ferată, învatra satului Goranu                                                                                                   | sec. IV - XII                                                                      | Încarcă foto \| video | Raportează eroare |
| VL-I-m-B-09536.02 (RAN: 167482.07.02)          | Așezare                                                                          | sat aparținător Goranu; municipiul Râmnicu Vâlcea        | la V de noua cale ferată, învatra satului Goranu                                                                                                   | Latène                                                                             | Încarcă foto \| video | Raportează eroare |
| VL-I-m-B-09536.03 (RAN: 167482.07.01)          | Așezare                                                                          | sat aparținător Goranu; municipiul Râmnicu Vâlcea        | la V de noua cale ferată, învatra satului Goranu                                                                                                   | Epoca bronzului                                                                    | Încarcă foto \| video | Raportează eroare |
| VL-I-s-B-09537 (RAN: 167598.01)                | Așezare                                                                          | sat aparținător Goranu; municipiul Râmnicu Vâlcea        | „La Cetate” | Epoca medievală                                                                    | Încarcă foto \| video | Raportează eroare |
| VL-I-s-B-09538 (RAN: 170355.01)                | Așezare                                                                          | sat Grădiștea; comuna Grădiștea                          | „Dealul Grădiștei” | Hallstatt                                                                          | Încarcă foto \| video | Raportează eroare |
| VL-I-s-B-09539 (RAN: 169146.01)                | Așezare                                                                          | sat Greblești; comuna Câineni                            | | Epoca romană                                                                       | Încarcă foto \| video | Raportează eroare |
| VL-I-s-B-09540 (RAN: 171085.01)                | Situl arheologic de la Greci                                                     | sat Greci; comuna Mateești                               | |                                                                                    | Încarcă foto \| video | Raportează eroare |
| VL-I-m-B-09540.01 (RAN: 171085.01.04)          | Așezare                                                                          | sat Greci; comuna Mateești                               | în vatra satului | Epoca romană                                                                       | Încarcă foto \| video | Raportează eroare |
| VL-I-m-B-09540.02 (RAN: 171085.01.03)          | Așezare                                                                          | sat Greci; comuna Mateești                               | în vatra satului | Latène                                                                             | Încarcă foto \| video | Raportează eroare |
| VL-I-m-B-09540.03 (RAN: 171085.01.02)          | Așezare                                                                          | sat Greci; comuna Mateești                               | în vatra satului | Hallstatt                                                                          | Încarcă foto \| video | Raportează eroare |
| VL-I-m-B-09540.04 (RAN: 171085.01.01)          | Așezare                                                                          | sat Greci; comuna Mateești                               | în vatra satului | Epoca bronzului                                                                    | Încarcă foto \| video | Raportează eroare |
| VL-I-s-B-09541 (RAN: 168176.01)                | Situl arheologic de la Gura Suhașului                                            | localitate componentă Gura Suhașului; oraș Ocnele Mari   | |                                                                                    | Încarcă foto \| video | Raportează eroare |
| VL-I-m-B-09541.01 (RAN: 168176.01.05)          | Așezare                                                                          | localitate componentă Gura Suhașului; oraș Ocnele Mari   | în vatra localității | Epoca medievală                                                                    | Încarcă foto \| video | Raportează eroare |
| VL-I-m-B-09541.02 (RAN: 168176.01.04)          | Așezare                                                                          | localitate componentă Gura Suhașului; oraș Ocnele Mari   | în vatra localității | Epoca romană                                                                       | Încarcă foto \| video | Raportează eroare |
| VL-I-m-B-09541.03 (RAN: 168176.01.03)          | Așezare                                                                          | localitate componentă Gura Suhașului; oraș Ocnele Mari   | în vatra localității | Latène                                                                             | Încarcă foto \| video | Raportează eroare |
| VL-I-m-B-09541.04 (RAN: 168176.01.02)          | Așezare                                                                          | localitate componentă Gura Suhașului; oraș Ocnele Mari   | | Epoca bronzului                                                                    | Încarcă foto \| video | Raportează eroare |
| VL-I-m-B-09541.05 (RAN: 168176.01.01)          | Așezare                                                                          | localitate componentă Gura Suhașului; oraș Ocnele Mari   | în vatra localității | Neolitic                                                                           | Încarcă foto \| video | Raportează eroare |
| VL-I-s-B-09542 (RAN: 168176.02)                | Situl arheologic de la Gura Suhașului, punct „Lacul Doamnei”                     | localitate componentă Gura Suhașului; oraș Ocnele Mari   | „Lacul Doamnei” | Epoca bronzului                                                                    | Încarcă foto \| video | Raportează eroare |
| VL-I-m-B-09542.01 (RAN: 168176.02.03)          | Așezare                                                                          | localitate componentă Gura Suhașului; oraș Ocnele Mari   | „Lacul Doamnei” | Latène                                                                             | Încarcă foto \| video | Raportează eroare |
| VL-I-m-B-09542.02 (RAN: 168176.02.02)          | Așezare                                                                          | localitate componentă Gura Suhașului; oraș Ocnele Mari   | „Lacul Doamnei” | Hallstatt                                                                          | Încarcă foto \| video | Raportează eroare |
| VL-I-m-B-09542.03                              | Situl arheologic de la Gura Suhașului                                            | localitate componentă Gura Suhașului; oraș Ocnele Mari   | „Lacul Doamnei” | Epoca bronzului                                                                    | Încarcă foto \| video | Raportează eroare |
| VL-I-s-B-09543 (RAN: 168176.03)                | Situl arheologic de la Gura Suhașului, punct „Valea Goruneilor”                  | localitate componentă Gura Suhașului; oraș Ocnele Mari   | „Valea Goruneilor” |                                                                                    | Încarcă foto \| video | Raportează eroare |
| VL-I-m-B-09543.01 (RAN: 168176.03.03)          | Așezare                                                                          | localitate componentă Gura Suhașului; oraș Ocnele Mari   | „Valea Goruneilor” | Latène                                                                             | Încarcă foto \| video | Raportează eroare |
| VL-I-m-B-09543.02 (RAN: 168176.03.02)          | Așezare                                                                          | localitate componentă Gura Suhașului; oraș Ocnele Mari   | „Valea Goruneilor” | Hallstatt                                                                          | Încarcă foto \| video | Raportează eroare |
| VL-I-m-B-09543.03 (RAN: 168176.03.01)          | Așezare                                                                          | localitate componentă Gura Suhașului; oraș Ocnele Mari   | „Valea Goruneilor” | Epoca bronzului                                                                    | Încarcă foto \| video | Raportează eroare |
| VL-I-s-B-09544 (RAN: 168050.01)                | Situl arheologic de la Horezu                                                    | oraș Horezu                                              | |                                                                                    | Încarcă foto \| video | Raportează eroare |
| VL-I-m-B-09544.01 (RAN: 168050.01.03)          | Așezare                                                                          | oraș Horezu                                              | | Epoca romană                                                                       | Încarcă foto \| video | Raportează eroare |
| VL-I-m-B-09544.02 (RAN: 168050.01.02)          | Așezare                                                                          | oraș Horezu                                              | | Latène                                                                             | Încarcă foto \| video | Raportează eroare |
| VL-I-m-B-09544.03 (RAN: 168050.01.01)          | Așezare                                                                          | oraș Horezu                                              | | Epoca bronzului                                                                    | Încarcă foto \| video | Raportează eroare |
| VL-I-m-B-09545                                 | Castrul roman „Pons Aluti”                                                       | sat Ionești; comuna Ionești                              | | sec. II - III p. Chr.                                                              | Încarcă foto \| video | Raportează eroare |
| VL-I-s-B-09546 (RAN: 170694.01)                | Castrul roman de la Puținei                                                      | sat Lădești; comuna Lădești                              | | Epoca bronzului                                                                    | Încarcă foto \| video | Raportează eroare |
| VL-I-s-B-09547 (RAN: 168933.01)                | Situl arheologic de la Lunca                                                     | sat Lunca; comuna Bujoreni                               | |                                                                                    | Încarcă foto \| video | Raportează eroare |
| VL-I-m-B-09547.01 (RAN: 168933.01.02)          | Așezare                                                                          | sat Lunca; comuna Bujoreni                               | | Epoca romană                                                                       | Încarcă foto \| video | Raportează eroare |
| VL-I-m-B-09547.02 (RAN: 168933.01.01)          | Așezare                                                                          | sat Lunca; comuna Bujoreni                               | | Latène                                                                             | Încarcă foto \| video | Raportează eroare |
| VL-I-s-B-09548 (RAN: 168185.01)                | Așezare                                                                          | sat Lunca; oraș Ocnele Mari                              | | Latène                                                                             | Încarcă foto \| video | Raportează eroare |
| VL-I-s-B-09549 (RAN: 171076.01)                | Situl arheologic de la Mateești                                                  | sat Mateești; comuna Mateești                            | |                                                                                    | Încarcă foto \| video | Raportează eroare |
| VL-I-m-B-09549.01 (RAN: 171076.01.02)          | Așezare                                                                          | sat Mateești; comuna Mateești                            | | Latène                                                                             | Încarcă foto \| video | Raportează eroare |
| VL-I-m-B-09549.02 (RAN: 171076.01.01)          | Punct fosilifer                                                                  | sat Mateești; comuna Mateești                            | | Paleolitic inferior                                                                | Încarcă foto \| video | Raportează eroare |
| VL-I-m-B-09549.03 (RAN: 171076.01.03)          | Punct fosilifer                                                                  | sat Mateești; comuna Mateești                            | | Paleolitic                                                                         | Încarcă foto \| video | Raportează eroare |
| VL-I-s-B-09550 (RAN: 171389.01)                | Situl arheologic de la Măgura                                                    | sat Măgura; comuna Mihăești                              | |                                                                                    | Încarcă foto \| video | Raportează eroare |
| VL-I-m-B-09550.01 (RAN: 171389.01.02)          | Așezare                                                                          | sat Măgura; comuna Mihăești                              | | Epoca romană                                                                       | Încarcă foto \| video | Raportează eroare |
| VL-I-m-B-09550.02 (RAN: 171389.01.01)          | Așezare                                                                          | sat Măgura; comuna Mihăești                              | | Latène                                                                             | Încarcă foto \| video | Raportează eroare |
| VL-I-s-B-09551 (RAN: 170756.01)                | Situl arheologic de la Măldărești                                                | sat Măldărești; comuna Măldărești                        | 45.11869°N 24.00321°E |                                                                                    | Încarcă foto \| video | Raportează eroare |
| VL-I-m-B-09551.01 (RAN: 170756.01.02)          | Val de pământ                                                                    | sat Măldărești; comuna Măldărești                        | |                                                                                    | Încarcă foto \| video | Raportează eroare |
| VL-I-m-B-09551.02 (RAN: 170756.01.01)          | Așezare                                                                          | sat Măldărești; comuna Măldărești                        | | Epoca bronzului                                                                    | Încarcă foto \| video | Raportează eroare |
| VL-I-s-B-09552 (RAN: 173105.01)                | Situl arheologic de la Milostea                                                  | sat Milostea; comuna Slătioara                           | |                                                                                    | Încarcă foto \| video | Raportează eroare |
| VL-I-m-B-09552.01 (RAN: 173105.01.02)          | Necropolă tumulară de incinerație                                                | sat Milostea; comuna Slătioara                           | | Hallstatt                                                                          | Încarcă foto \| video | Raportează eroare |
| VL-I-m-B-09552.02 (RAN: 173105.01.01)          | Așezare                                                                          | sat Milostea; comuna Slătioara                           | | Epoca bronzului                                                                    | Încarcă foto \| video | Raportează eroare |
| VL-I-s-B-09553 (RAN: 173114.01)                | Situl arheologic de la Mogești                                                   | sat Mogești; comuna Slătioara                            | „Sacoți” |                                                                                    | Încarcă foto \| video | Raportează eroare |
| VL-I-m-B-09553.01 (RAN: 173114.01.01)          | Așezare                                                                          | sat Mogești; comuna Slătioara                            | „Sacoți” | Hallstatt                                                                          | Încarcă foto \| video | Raportează eroare |
| VL-I-m-B-09553.02 (RAN: 173114.01.02)          | Așezare                                                                          | sat Mogești; comuna Slătioara                            | „Sacoți” | Epoca bronzului                                                                    | Încarcă foto \| video | Raportează eroare |
| VL-I-s-B-09554 (RAN: 171735.01)                | Situl arheologic de la Nicolae Bălcescu                                          | sat Nicolae Bălcescu; comuna Nicolae Bălcescu            | „Maidan - Hotar” |                                                                                    | Încarcă foto \| video | Raportează eroare |
| VL-I-m-B-09554.01 (RAN: 171735.02)             | Așezare                                                                          | sat Nicolae Bălcescu; comuna Nicolae Bălcescu            | „Maidan - Hotar” | Epoca bronzului                                                                    | Încarcă foto \| video | Raportează eroare |
| VL-I-m-B-09554.02 (RAN: 171735.01)             | Așezare                                                                          | sat Nicolae Bălcescu; comuna Nicolae Bălcescu            | „Maidan - Hotar” | Neolitic                                                                           | Încarcă foto \| video | Raportează eroare |
| VL-I-s-A-09555 (RAN: 168194.01)                | Așezare geto-dacică de la Ocnița                                                 | localitate componentă Ocnița; oraș Ocnele Mari           | „Dealul Cosota” 45.0794°N 24.2876°E |                                                                                    | Alte imagini          | Raportează eroare |
| VL-I-m-A-09555.01 (RAN: 168194.01.01)          | Buridava dacică                                                                  | localitate componentă Ocnița; oraș Ocnele Mari           | „Dealul Cosota” 45.0794°N 24.2876°E | sec. II a. Chr. - sec. I p. Chr., Latène                                           | Alte imagini          | Raportează eroare |
| VL-I-m-A-09555.02 (RAN: 168194.01.03)          | Morminte izolate                                                                 | localitate componentă Ocnița; oraș Ocnele Mari           | „Dealul Cosota” | sec. II a. Chr.-I p. Chr., Latène                                                  | Încarcă foto \| video | Raportează eroare |
| VL-I-m-A-09555.03 (RAN: 168194.01.02)          | Fortificație                                                                     | localitate componentă Ocnița; oraș Ocnele Mari           | „Dealul Cosota” | Latène                                                                             | Încarcă foto \| video | Raportează eroare |
| VL-I-s-B-09556 (RAN: 168194.02)                | Situl arheologic de la Ocnița                                                    | localitate componentă Ocnița; oraș Ocnele Mari           | |                                                                                    | Încarcă foto \| video | Raportează eroare |
| VL-I-m-B-09556.01 (RAN: 168194.02.03)          | Așezare                                                                          | localitate componentă Ocnița; oraș Ocnele Mari           | | Epoca romană                                                                       | Încarcă foto \| video | Raportează eroare |
| VL-I-m-B-09556.02 (RAN: 168194.02.02)          | Așezare                                                                          | localitate componentă Ocnița; oraș Ocnele Mari           | | Latène                                                                             | Încarcă foto \| video | Raportează eroare |
| VL-I-m-B-09556.03 (RAN: 168194.02.01)          | Așezare                                                                          | localitate componentă Ocnița; oraș Ocnele Mari           | | Epoca bronzului                                                                    | Încarcă foto \| video | Raportează eroare |
| VL-I-s-B-09557 (RAN: 170202.01)                | Situl arheologic de la Olteanca                                                  | sat Olteanca; comuna Glăvile                             | |                                                                                    | Încarcă foto \| video | Raportează eroare |
| VL-I-m-B-09557.01 (RAN: 170202.01.02)          | Așezare                                                                          | sat Olteanca; comuna Glăvile                             | | Epoca bronzului                                                                    | Încarcă foto \| video | Raportează eroare |
| VL-I-m-B-09557.02 (RAN: 170202.01.01)          | Așezare                                                                          | sat Olteanca; comuna Glăvile                             | | Neolitic                                                                           | Încarcă foto \| video | Raportează eroare |
| VL-I-s-B-09558 (RAN: 168899.01)                | Situl arheologic de la Olteni                                                    | sat Olteni; comuna Bujoreni                              | |                                                                                    | Încarcă foto \| video | Raportează eroare |
| VL-I-m-B-09558.01 (RAN: 168899.01.03)          | Așezare                                                                          | sat Olteni; comuna Bujoreni                              | | Epoca romană                                                                       | Încarcă foto \| video | Raportează eroare |
| VL-I-m-B-09558.02 (RAN: 168899.01.02)          | Așezare                                                                          | sat Olteni; comuna Bujoreni                              | | Latène                                                                             | Încarcă foto \| video | Raportează eroare |
| VL-I-m-B-09558.03 (RAN: 168899.01.01)          | Așezare                                                                          | sat Olteni; comuna Bujoreni                              | | Hallstatt                                                                          | Încarcă foto \| video | Raportează eroare |
| VL-I-s-B-09559 (RAN: 171888.01)                | Situl arheologic de la Orlești                                                   | sat Orlești; comuna Orlești                              | |                                                                                    | Încarcă foto \| video | Raportează eroare |
| VL-I-m-B-09559.01 (RAN: 171888.01.03)          | Așezare                                                                          | sat Orlești; comuna Orlești                              | | Latène                                                                             | Încarcă foto \| video | Raportează eroare |
| VL-I-m-B-09559.02 (RAN: 171888.01.02)          | Așezare                                                                          | sat Orlești; comuna Orlești                              | | Epoca bronzului                                                                    | Încarcă foto \| video | Raportează eroare |
| VL-I-m-B-09559.03 (RAN: 171888.01.01)          | Așezare                                                                          | sat Orlești; comuna Orlești                              | | Neolitic                                                                           | Încarcă foto \| video | Raportează eroare |
| VL-I-s-B-09560 (RAN: 168416.01)                | Așezare                                                                          | sat Pădurețu; oraș Băbeni                                | | Epoca romană                                                                       | Încarcă foto \| video | Raportează eroare |
| VL-I-s-B-09561 (RAN: 170890.01)                | Biserica de lemn „Sf. Voievozi”                                                  | sat Părăușani; comuna Livezi                             | | 1797-1798                                                                          | Încarcă foto \| video | Raportează eroare |
| VL-I-s-A-09562 (RAN: 167954.01)                | Castrul roman Arutela                                                            | localitate componentă Păușa; oraș Călimănești            | Str. Calea lui Traian 832, „Poiana Bivolari” 45.27635°N 24.3125°E                                                                                  | sec. II - III p. Chr.                                                              | Alte imagini          | Raportează eroare |
| VL-I-s-B-09563 (RAN: 167678.01)                | Situl arheologic de la Prajila                                                   | localitate componentă Prajila; oraș Băile Govora         | |                                                                                    | Încarcă foto \| video | Raportează eroare |
| VL-I-m-B-09563.01 (RAN: 167678.01.03)          | Așezare                                                                          | localitate componentă Prajila; oraș Băile Govora         | | Latène                                                                             | Încarcă foto \| video | Raportează eroare |
| VL-I-m-B-09563.02 (RAN: 167678.01.02)          | Așezare                                                                          | localitate componentă Prajila; oraș Băile Govora         | | Hallstatt                                                                          | Încarcă foto \| video | Raportează eroare |
| VL-I-m-B-09563.03 (RAN: 167678.01.01)          | Așezare                                                                          | localitate componentă Prajila; oraș Băile Govora         | | Epoca bronzului                                                                    | Încarcă foto \| video | Raportează eroare |
| VL-I-s-A-09564 (RAN: 172518.01)                | Situl arheologic de la Racovița                                                  | sat Racovița; comuna Racovița                            | |                                                                                    | Încarcă foto \| video | Raportează eroare |
| VL-I-m-A-09564.01 (RAN: 172518.01.01)          | Castrul roman „Praetorium II”                                                    | sat Racovița; comuna Racovița                            | | sec. II - III p. Chr.                                                              | Încarcă foto \| video | Raportează eroare |
| VL-I-m-A-09564.02 (RAN: 172518.01.02)          | Așezare                                                                          | sat Racovița; comuna Racovița                            | | Epoca bronzului                                                                    | Încarcă foto \| video | Raportează eroare |
| VL-I-s-B-09565 (RAN: 168728.01)                | Așezarea romană de la Rădăcinești                                                | sat Rădăcinești; comuna Berislăvești                     | | sec. II - III p. Chr.                                                              | Încarcă foto \| video | Raportează eroare |
| VL-I-s-A-09566 (RAN: 168728.02)                | Situl arheologic de la Rădăcinești                                               | sat Rădăcinești; comuna Berislăvești                     | |                                                                                    | Încarcă foto \| video | Raportează eroare |
| VL-I-m-A-09566.01 (RAN: 168728.02.03)          | Așezare                                                                          | sat Rădăcinești; comuna Berislăvești                     | | sec. II - III p. Chr.                                                              | Încarcă foto \| video | Raportează eroare |
| VL-I-m-A-09566.02 (RAN: 168728.02.01)          | Castru                                                                           | sat Rădăcinești; comuna Berislăvești                     | | sec. II - III p. Chr.                                                              | Încarcă foto \| video | Raportează eroare |
| VL-I-m-A-09566.03 (RAN: 168728.02.02)          | Terme                                                                            | sat Rădăcinești; comuna Berislăvești                     | | sec. II - III p. Chr.                                                              | Încarcă foto \| video | Raportează eroare |
| VL-I-s-B-09567 (RAN: 169164.01)                | Așezare                                                                          | sat Râu Vadului; comuna Câineni                          | | Neolitic                                                                           | Încarcă foto \| video | Raportează eroare |
| VL-I-s-B-09568 (RAN: 167552.01)                | Situl arheologic de la Râureni                                                   | localitate componentă Râureni; municipiul Râmnicu Vâlcea | |                                                                                    | Încarcă foto \| video | Raportează eroare |
| VL-I-m-B-09568.01 (RAN: 167552.01.02)          | Așezare                                                                          | localitate componentă Râureni; municipiul Râmnicu Vâlcea | | Hallstatt                                                                          | Încarcă foto \| video | Raportează eroare |
| VL-I-m-B-09568.02 (RAN: 167552.01.01)          | Necropolă                                                                        | localitate componentă Râureni; municipiul Râmnicu Vâlcea | | Hallstatt                                                                          | Încarcă foto \| video | Raportează eroare |
| VL-I-s-B-09569 (RAN: 169173.01)                | Situl arheologic de la Robești                                                   | sat Robești; comuna Câineni                              | |                                                                                    | Încarcă foto \| video | Raportează eroare |
| VL-I-m-B-09569.01 (RAN: 169173.01.02)          | Așezare                                                                          | sat Robești; comuna Câineni                              | | Epoca romană                                                                       | Încarcă foto \| video | Raportează eroare |
| VL-I-m-B-09569.02 (RAN: 169173.01.01)          | Așezare                                                                          | sat Robești; comuna Câineni                              | | Epoca bronzului                                                                    | Încarcă foto \| video | Raportează eroare |
| VL-I-s-B-09570 (RAN: 172590.01)                | Situl arheologic de la Roești                                                    | sat Roești; comuna Pesceana                              | „Râpa Cărămizii” |                                                                                    | Încarcă foto \| video | Raportează eroare |
| VL-I-m-B-09570.01 (RAN: 172590.01.02)          | Așezare                                                                          | sat Roești; comuna Pesceana                              | „Râpa Cărămizii” | Latène, Cultura geto-dacică                                                        | Încarcă foto \| video | Raportează eroare |
| VL-I-m-B-09570.02 (RAN: 172590.01.01)          | Punct fosilifer                                                                  | sat Roești; comuna Pesceana                              | „Râpa Cărămizii” | Paleolitic inferior                                                                | Încarcă foto \| video | Raportează eroare |
| VL-I-s-B-09571 (RAN: 168292.01)                | Așezare                                                                          | sat Roșia; comuna Alunu                                  | | Epoca romană                                                                       | Încarcă foto \| video | Raportează eroare |
| VL-I-s-B-09572 (RAN: 168871.01)                | Așezare                                                                          | sat Ruda; comuna Budești                                 | |                                                                                    | Încarcă foto \| video | Raportează eroare |
| VL-I-m-B-09572.01 (RAN: 168871.01.03)          | Așezare                                                                          | sat Ruda; comuna Budești                                 | | Epoca romană                                                                       | Încarcă foto \| video | Raportează eroare |
| VL-I-m-B-09572.02 (RAN: 168871.01.02)          | Așezare                                                                          | sat Ruda; comuna Budești                                 | | Latène                                                                             | Încarcă foto \| video | Raportează eroare |
| VL-I-m-B-09572.03 (RAN: 168871.01.01)          | Așezare                                                                          | sat Ruda; comuna Budești                                 | | Epoca bronzului                                                                    | Încarcă foto \| video | Raportează eroare |
| VL-I-s-B-09573 (RAN: 172901.01)                | Situl arheologic de la Sălătrucel                                                | sat Sălătrucel; comuna Sălătrucel                        | |                                                                                    | Încarcă foto \| video | Raportează eroare |
| VL-I-m-B-09573.01 (RAN: 172901.01.03)          | Așezare                                                                          | sat Sălătrucel; comuna Sălătrucel                        | | Epoca romană                                                                       | Încarcă foto \| video | Raportează eroare |
| VL-I-m-B-09573.02 (RAN: 172901.01.02)          | Așezare                                                                          | sat Sălătrucel; comuna Sălătrucel                        | | Latène                                                                             | Încarcă foto \| video | Raportează eroare |
| VL-I-m-B-09573.03 (RAN: 172901.01.01)          | Așezare                                                                          | sat Sălătrucel; comuna Sălătrucel                        | | Epoca bronzului                                                                    | Încarcă foto \| video | Raportează eroare |
| VL-I-s-B-09574 (RAN: 169397.01)                | Situl arheologic de la Sânbotin                                                  | sat Sânbotin; comuna Dăești                              | |                                                                                    | Încarcă foto \| video | Raportează eroare |
| VL-I-m-B-09574.01 (RAN: 169397.01.03)          | Așezare                                                                          | sat Sânbotin; comuna Dăești                              | | Epoca romană                                                                       | Încarcă foto \| video | Raportează eroare |
| VL-I-m-B-09574.02 (RAN: 169397.01.02)          | Așezare                                                                          | sat Sânbotin; comuna Dăești                              | | Latène                                                                             | Încarcă foto \| video | Raportează eroare |
| VL-I-m-B-09574.03 (RAN: 169397.01.01)          | Așezare                                                                          | sat Sânbotin; comuna Dăești                              | | Epoca bronzului                                                                    | Încarcă foto \| video | Raportează eroare |
| VL-I-s-A-09575 (RAN: 169397.02)                | Castra Traiana                                                                   | sat Sânbotin; comuna Dăești                              | „La Canton” 45.20911°N 24.37711°E | sec. II - III p. Chr., Epoca romană                                                | Încarcă foto \| video | Raportează eroare |
| VL-I-s-B-09576 (RAN: 171370.01)                | Situl arheologic de la Scărișoara                                                | sat Scărișoara; comuna Mihăești                          | |                                                                                    | Încarcă foto \| video | Raportează eroare |
| VL-I-m-B-09576.01 (RAN: 171370.01.03)          | Așezare                                                                          | sat Scărișoara; comuna Mihăești                          | | Epoca romană                                                                       | Încarcă foto \| video | Raportează eroare |
| VL-I-m-B-09576.02 (RAN: 171370.01.02)          | Așezare                                                                          | sat Scărișoara; comuna Mihăești                          | | Latène                                                                             | Încarcă foto \| video | Raportează eroare |
| VL-I-m-B-09576.03 (RAN: 171370.01.01)          | Așezare                                                                          | sat Scărișoara; comuna Mihăești                          | | Epoca bronzului                                                                    | Încarcă foto \| video | Raportează eroare |
| VL-I-s-B-09577 (RAN: 171012.01)                | Așezare                                                                          | sat Stănești-Lunca; comuna Lungești                      | | Epoca romană                                                                       | Încarcă foto \| video | Raportează eroare |
| VL-I-s-B-09579 (RAN: 173249.01)                | Așezare                                                                          | sat Stoenești; comuna Stoenești                          | | Latène                                                                             | Încarcă foto \| video | Raportează eroare |
| VL-I-s-A-09580 (RAN: 167561.01)                | Situl arheologic „Buridava Romană” Stolniceni                                    | localitatea Stolniceni; municipiul Râmnicu Vâlcea        | „Buridava Romană” 45.03664°N 24.30124°E | sec. II - III p. Chr.                                                              | Alte imagini          | Raportează eroare |
| VL-I-m-A-09580.01 (RAN: 167561.01.03)          | Așezare                                                                          | localitatea Stolniceni; municipiul Râmnicu Vâlcea        | „Buridava Romană” 45.03695°N 24.30278°E | sec. III - IV p. Chr.                                                              | Încarcă foto \| video | Raportează eroare |
| VL-I-m-A-09580.02 (RAN: 167561.01.01)          | Așezare fortificată                                                              | localitatea Stolniceni; municipiul Râmnicu Vâlcea        | „Buridava Romană” 45.03695°N 24.30278°E | sec. II - IV p. Chr.                                                               | Încarcă foto \| video | Raportează eroare |
| VL-I-m-A-09580.03 (RAN: 167561.01.02)          | Terme                                                                            | localitatea Stolniceni; municipiul Râmnicu Vâlcea        | „Buridava Romană” 45.03695°N 24.30278°E | sec. II - III p. Chr.                                                              | Încarcă foto \| video | Raportează eroare |
| VL-I-s-B-09581 (RAN: 167561.02)                | Așezare                                                                          | localitatea Stolniceni; municipiul Râmnicu Vâlcea        | | Neolitic                                                                           | Încarcă foto \| video | Raportează eroare |
| VL-I-s-B-09582 (RAN: 171441.01)                | Așezare                                                                          | sat Stupărei; comuna Mihăești                            | Stația de transformare Stupărei | Hallstatt                                                                          | Încarcă foto \| video | Raportează eroare |
| VL-I-s-B-09583 (RAN: 173695.01)                | Situl arheologic de la Șirineasa                                                 | sat Șirineasa; comuna Șirineasa                          | |                                                                                    | Încarcă foto \| video | Raportează eroare |
| VL-I-m-B-09583.01 (RAN: 173695.01.03)          | Așezare                                                                          | sat Șirineasa; comuna Șirineasa                          | | Epoca romană                                                                       | Încarcă foto \| video | Raportează eroare |
| VL-I-m-B-09583.02 (RAN: 173695.01.01)          | Așezare                                                                          | sat Șirineasa; comuna Șirineasa                          | | Latène, Cultura dacică                                                             | Încarcă foto \| video | Raportează eroare |
| VL-I-s-B-09578 (RAN: 171183.01)                | Situl arheologic de la Ștefănești                                                | sat Ștefănești; comuna Măciuca                           | |                                                                                    | Încarcă foto \| video | Raportează eroare |
| VL-I-m-B-09578.01 (RAN: 171183.01.03)          | Așezare                                                                          | sat Ștefănești; comuna Măciuca                           | | sec. VIII - XII                                                                    | Încarcă foto \| video | Raportează eroare |
| VL-I-m-B-09578.02 (RAN: 171183.01.02)          | Așezare                                                                          | sat Ștefănești; comuna Măciuca                           | | sec. IV - VII                                                                      | Încarcă foto \| video | Raportează eroare |
| VL-I-m-B-09578.03 (RAN: 171183.01.01)          | Așezare                                                                          | sat Ștefănești; comuna Măciuca                           | | Epoca bronzului                                                                    | Încarcă foto \| video | Raportează eroare |
| VL-I-s-B-09584 (RAN: 170079.01)                | Situl arheologic de la Teiu                                                      | sat Teiu; comuna Galicea                                 | |                                                                                    | Încarcă foto \| video | Raportează eroare |
| VL-I-m-B-09584.01 (RAN: 170079.01.02)          | Așezare                                                                          | sat Teiu; comuna Galicea                                 | | Hallstatt                                                                          | Încarcă foto \| video | Raportează eroare |
| VL-I-m-B-09584.02 (RAN: 170079.01.01)          | Așezare                                                                          | sat Teiu; comuna Galicea                                 | | Epoca bronzului                                                                    | Încarcă foto \| video | Raportează eroare |
| VL-I-s-B-09585 (RAN: 169011.01)                | Situl arheologic de la Teiușu                                                    | sat Teiușu; comuna Bunești                               | |                                                                                    | Încarcă foto \| video | Raportează eroare |
| VL-I-m-B-09585.01 (RAN: 169011.01.03)          | Așezare                                                                          | sat Teiușu; comuna Bunești                               | | Epoca romană                                                                       | Încarcă foto \| video | Raportează eroare |
| VL-I-m-B-09585.02 (RAN: 169011.01.02)          | Așezare                                                                          | sat Teiușu; comuna Bunești                               | | Latène                                                                             | Încarcă foto \| video | Raportează eroare |
| VL-I-m-B-09585.03 (RAN: 169011.01.01)          | Așezare                                                                          | sat Teiușu; comuna Bunești                               | | Epoca bronzului                                                                    | Încarcă foto \| video | Raportează eroare |
| VL-I-s-B-09586                                 | Zonă fosiliferă                                                                  | sat Tetoiu; comuna Tetoiu                                | „Valea lui Greuceanu” | Paleolitic inferior, Cultura Bugiulești                                            | Încarcă foto \| video | Raportează eroare |
| VL-I-s-A-09587 (RAN: 172260.01)                | Castrul roman de Titești                                                         | sat Titești; comuna Perișani                             | 45.41666°N 24.38333°E | sec. II - III p. Chr.                                                              | Încarcă foto \| video | Raportează eroare |
| VL-I-s-B-09588 (RAN: 169020.01)                | Situl arheologic de la Titireci                                                  | sat Titireci; comuna Bunești                             | |                                                                                    | Încarcă foto \| video | Raportează eroare |
| VL-I-m-B-09588.01 (RAN: 169020.01.02)          | Așezare                                                                          | sat Titireci; comuna Bunești                             | | Epoca romană                                                                       | Încarcă foto \| video | Raportează eroare |
| VL-I-m-B-09588.02 (RAN: 169020.01.01)          | Așezare                                                                          | sat Titireci; comuna Bunești                             | | Latène                                                                             | Încarcă foto \| video | Raportează eroare |
| VL-I-s-B-09589 (RAN: 167874.01)                | Situl arheologic de la „Valea Lui Stan”                                          | sat Valea lui Stan; oraș Brezoi                          | |                                                                                    | Încarcă foto \| video | Raportează eroare |
| VL-I-m-B-09589.01 (RAN: 167874.01.05)          | Așezare                                                                          | sat Valea lui Stan; oraș Brezoi                          | | Epoca romană                                                                       | Încarcă foto \| video | Raportează eroare |
| VL-I-m-B-09589.02 (RAN: 167874.01.03)          | Necropolă                                                                        | sat Valea lui Stan; oraș Brezoi                          | | Hallstatt                                                                          | Încarcă foto \| video | Raportează eroare |
| VL-I-m-B-09589.03 (RAN: 167874.01.02)          | Așezare                                                                          | sat Valea lui Stan; oraș Brezoi                          | | Epoca bronzului                                                                    | Încarcă foto \| video | Raportează eroare |
| VL-I-s-B-09590 (RAN: 168443.01)                | Așezare                                                                          | sat Valea Mare; oraș Băbeni                              | | Latène                                                                             | Încarcă foto \| video | Raportează eroare |
| VL-I-s-B-09591 (RAN: 174094.02)                | Așezare                                                                          | sat Valea Mare; oraș Berbești                            | | Hallstatt                                                                          | Încarcă foto \| video | Raportează eroare |
| VL-I-s-B-09592 (RAN: 168443.03)                | Așezare                                                                          | sat Valea Mare; oraș Băbeni                              | | sec. IV - III a. Chr., Latène timpuriu                                             | Încarcă foto \| video | Raportează eroare |
| VL-I-s-B-09593 (RAN: 174469.01)                | Așezare                                                                          | sat Valea Văleni; comuna Zătreni                         | | Hallstatt                                                                          | Încarcă foto \| video | Raportează eroare |
| VL-I-s-B-09594 (RAN: 169299.02)                | Așezare                                                                          | sat Văratici; comuna Costești                            | „Vârful Stogu” | Hallstatt                                                                          | Încarcă foto \| video | Raportează eroare |
| VL-I-s-B-09595 (RAN: 174165.01)                | Situl arheologic de la Vlădești                                                  | sat Vlădești; comuna Vlădești                            | |                                                                                    | Încarcă foto \| video | Raportează eroare |
| VL-I-m-B-09595.02 (RAN: 174165.01.01)          | Așezare                                                                          | sat Vlădești; comuna Vlădești                            | | Epoca bronzului                                                                    | Încarcă foto \| video | Raportează eroare |
| VL-I-m-B-09595.03                              | Așezare                                                                          | sat Vlădești; comuna Vlădești                            | | Neolitic                                                                           | Încarcă foto \| video | Raportează eroare |
| VL-II-m-B-09599 (RAN: 167482)                  | Ruinele bisericii „Sf. Voievozi și Sf. Nicolae”                                  | municipiul Râmnicu Vâlcea                                | cartier Goranu | 1760-1762                                                                          | Încarcă foto \| video | Raportează eroare |
| VL-II-a-B-09600                                | Ansamblul fostului schit Troianu                                                 | municipiul Râmnicu Vâlcea                                | Schitul Troianu 19 45.08178°N 24.34945°E | 1843                                                                               |                       | Raportează eroare |
| VL-II-m-B-09600.01                             | Biserica „Tăierea Capului Sf. Ioan Botezătorul”                                  | municipiul Râmnicu Vâlcea                                | Schitul Troianu 19 | 1843                                                                               |                       | Raportează eroare |
| VL-II-m-B-09600.02                             | Conac                                                                            | municipiul Râmnicu Vâlcea                                | Schitul Troianu 19, La V de biserică | 1893                                                                               |                       | Raportează eroare |
| VL-II-m-B-09600.03                             | Turn clopotniță                                                                  | municipiul Râmnicu Vâlcea                                | Schitul Troianu 19 | 1843                                                                               |                       | Raportează eroare |
| VL-II-a-B-09602 (RAN: 167482.14)               | Ansamblul fostului schit Inătești                                                | municipiul Râmnicu Vâlcea                                | Str. Antim Ivireanu 17 45.09978°N 24.35993°E | sec. XVIII                                                                         |                       | Raportează eroare |
| VL-II-m-B-09602.01 (RAN: 167482.14.01)         | Biserica „Buna Vestire” a fostului Schit Inătești                                | municipiul Râmnicu Vâlcea                                | Str. Antim Ivireanu 17 45.09975°N 24.35986°E | 1751                                                                               | Alte imagini          | Raportează eroare |
| VL-II-m-B-09602.02                             | Casa Olănescu                                                                    | municipiul Râmnicu Vâlcea                                | Str. Antim Ivireanu 17 45.09991°N 24.36003°E | sec. XVIII                                                                         | Alte imagini          | Raportează eroare |
| VL-II-m-B-09596 (RAN: 167482.23)               | Biserica fostei mănăstiri „Sf. Arhangheli”                                       | municipiul Râmnicu Vâlcea                                | Arhanghel 38A, Cartier Arhanghel | 1489-1490, ref. 1811                                                               |                       | Raportează eroare |
| VL-II-m-B-09603                                | Hală                                                                             | municipiul Râmnicu Vâlcea                                | Str. Avramescu Emil 1 45.10194°N 24.36444°E | 1902                                                                               |                       | Raportează eroare |
| VL-II-m-B-09604 (RAN: 167482.16)               | Biserica „Sf. Gheorghe”                                                          | municipiul Râmnicu Vâlcea                                | Str. Avramescu Emil 11 45.1025°N 24.36527°E | 1636, ref. 1680, 1737-1738, 1763                                                   | Alte imagini          | Raportează eroare |
| VL-II-m-B-09605 (RAN: 167482.20)               | Biserica „Sf. Dumitru”                                                           | municipiul Râmnicu Vâlcea                                | Str. Brâncoveanu Constantin 1 45.10638°N 24.36444°E                                                                                                | sec. XV, ref. sec. XVII, 1783-1784                                                 | Alte imagini          | Raportează eroare |
| VL-II-m-B-09606                                | Casa Slăvitescu                                                                  | municipiul Râmnicu Vâlcea                                | Str. Calea lui Traian 120 45.10527°N 24.36361°E | 1909                                                                               |                       | Raportează eroare |
| VL-II-m-A-09607 (RAN: 167482.09)               | Biserica „Cuvioasa Paraschiva”                                                   | municipiul Râmnicu Vâlcea                                | Str. Calea lui Traian 133 45.1039°N 24.3626°E | 1554-1557, ref. 1740, 1788-1790, 1840, 1844, 1879-1880                             | Alte imagini          | Raportează eroare |
| VL-II-m-B-09608                                | Colegiul „Alexandru Lahovari”                                                    | municipiul Râmnicu Vâlcea                                | Str. Calea lui Traian 138A 45.10888°N 24.36361°E                                                                                                   | 1913-1930 Nicolae Ghica-Budești (arhitect)                                         | Alte imagini          | Raportează eroare |
| VL-II-a-A-09609 (RAN: 167482.19)               | Ansamblul bisericii „Toți Sfinții”                                               | municipiul Râmnicu Vâlcea                                | Str. Calea lui Traian 141 45.10591°N 24.36365°E |                                                                                    | Alte imagini          | Raportează eroare |
| VL-II-m-A-09609.01 (RAN: 167482.19.01)         | Biserica „Toți Sfinții”                                                          | municipiul Râmnicu Vâlcea                                | Str. Calea lui Traian 141 45.1059°N 24.3628°E | 1762-1764                                                                          |                       | Raportează eroare |
| VL-II-m-A-09609.02 (RAN: 167482.19.02)         | Turn clopotniță                                                                  | municipiul Râmnicu Vâlcea                                | Str. Calea lui Traian 141 45.1058°N 24.3628°E | 1762-1764                                                                          |                       | Raportează eroare |
| VL-II-m-B-09611 (RAN: 167482.18)               | Biserica „Sf. Voievozi” a fostului Schit Cetățuia                                | municipiul Râmnicu Vâlcea                                | Str. Calea lui Traian 243A, pe Dealul Cetățuia 45.12138°N 24.36388°E                                                                               | 1677-1680, ref. 1850-1853                                                          |                       | Raportează eroare |
| VL-II-m-B-09612                                | Judecătoria Rm. Vâlcea, azi Parchetul Vâlcea                                     | municipiul Râmnicu Vâlcea                                | Str. Carol I 10 45.1054°N 24.3622°E | 1898-1900                                                                          |                       | Raportează eroare |
| VL-II-m-B-09613                                | Muzeul de Artă - Casa Simian                                                     | municipiul Râmnicu Vâlcea                                | Str. Carol I 25 45.10627°N 24.36211°E | 1937-1939 Gheorghe Simotta (arhitect)                                              |                       | Raportează eroare |
| VL-II-a-A-09614 (RAN: 167482.15)               | Ansamblul episcopal Râmnicu Vâlcea                                               | municipiul Râmnicu Vâlcea                                | Str. Episcopiei 1 45.10946°N 24.36055°E | sec. XVI - XIX                                                                     | Alte imagini          | Raportează eroare |
| VL-II-m-A-09614.01                             | Catedrala „Sf. Nicolae”                                                          | municipiul Râmnicu Vâlcea                                | Str. Episcopiei 1 | 1850-1856                                                                          | Alte imagini          | Raportează eroare |
| VL-II-m-A-09614.02                             | Palatul episcopal                                                                | municipiul Râmnicu Vâlcea                                | Str. Episcopiei 1 | înc. sec. XVIII, ref. 1850-1856, 1889                                              | Alte imagini          | Raportează eroare |
| VL-II-m-A-09614.03 (RAN: 167482.15.01)         | Paraclisul „Sf. Grigore Teologul”                                                | municipiul Râmnicu Vâlcea                                | Str. Episcopiei 1 | 1750-1751                                                                          |                       | Raportează eroare |
| VL-II-m-A-09614.04 (RAN: 167482.15.02)         | Biserica-bolniță „Adormirea Maicii Domnului”                                     | municipiul Râmnicu Vâlcea                                | Str. Episcopiei 1 | 1745-1746                                                                          | Alte imagini          | Raportează eroare |
| VL-II-m-A-09614.05                             | Clădiri anexe                                                                    | municipiul Râmnicu Vâlcea                                | Str. Episcopiei 1 | sec. XIX - XX                                                                      |                       | Raportează eroare |
| VL-II-m-A-09614.06 (RAN: 167482.15.03)         | Pivnițele șiclădirile fostei tipografii - ruine                                  | municipiul Râmnicu Vâlcea                                | Str. Episcopiei 1 | sec. XVI - XIX                                                                     | Încarcă foto \| video | Raportează eroare |
| VL-II-m-A-09614.07 (RAN: 167482.15.04)         | Turn-clopotniță                                                                  | municipiul Râmnicu Vâlcea                                | Str. Episcopiei 1 | sec. XVI - XIX                                                                     |                       | Raportează eroare |
| VL-II-m-B-09615                                | Pavilionul central al Spitalului nr. 2                                           | municipiul Râmnicu Vâlcea                                | Str. Magheru, general 42, colț cu b-dul N. Bălcescu, l                                                                                             | 1890-1895                                                                          |                       | Raportează eroare |
| VL-II-s-B-09601                                | Ansamblu de locuințe „Strada Mihai Viteazul”                                     | municipiul Râmnicu Vâlcea                                | Str. Mihai Viteazul, între B-dul Vladimirescu Tudor și str. Bălcescu Nicolae                                                                       | înc. sec. XX                                                                       |                       | Raportează eroare |
| VL-II-m-A-09617 (RAN: 167482.21)               | Biserica „Buna Vestire”                                                          | municipiul Râmnicu Vâlcea                                | Scuarul Mircea cel Bătrân 1 45.10416°N 24.365°E | ref. 1747, sec. XVI                                                                | Alte imagini          | Raportează eroare |
| VL-II-m-B-09618                                | Casa Socoteanu - Lahovary                                                        | municipiul Râmnicu Vâlcea                                | Scuarul Mircea cel Bătrân 5 | sec. XVIII                                                                         | Alte imagini          | Raportează eroare |
| VL-II-m-B-09619 (RAN: 167482.22)               | Biserica romano-catolică „Sf. Anton din Padova”                                  | municipiul Râmnicu Vâlcea                                | Scuarul Mircea cel Bătrân 4A 45.10408°N 24.36422°E                                                                                                 | 1723                                                                               | Alte imagini          | Raportează eroare |
| VL-II-m-B-09598                                | Biserica „Sf. Gheorghe și Sf. Dumitru”                                           | municipiul Râmnicu Vâlcea                                | Morilor 30, Cartier Căzănești | 1788, ref. 1808-1810                                                               | Încarcă foto \| video | Raportează eroare |
| VL-II-a-B-09620                                | Ansamblu de locuințe „Str. Vasile Olănescu”                                      | municipiul Râmnicu Vâlcea                                | Str. Olănescu Vasile 1, 3, 5, 10, 12 | sf. sec. XIX-înc. sec. XX                                                          |                       | Raportează eroare |
| VL-II-s-B-09616                                | Ansamblu de locuințe                                                             | municipiul Râmnicu Vâlcea                                | Str. Pătrașcu Vodă (fost Mihai Bravu) 21-23, 25-27                                                                                                 | sf. sec. XIX-înc. sec. XX                                                          |                       | Raportează eroare |
| VL-II-m-B-09621                                | Primăria din Râmnicu Vâlcea                                                      | municipiul Râmnicu Vâlcea                                | Str. Praporgescu, general 14 45.10638°N 24.36472°E                                                                                                 | 1912                                                                               |                       | Raportează eroare |
| VL-II-m-B-09622                                | Casa Alecu Alexiu                                                                | municipiul Râmnicu Vâlcea                                | Str. Regina Maria 19 | 1890-1895                                                                          | Alte imagini          | Raportează eroare |
| VL-II-m-B-09624                                | Judecătoria Râmnicu Vâlcea                                                       | municipiul Râmnicu Vâlcea                                | Scuarul Revoluției 1 45.1046°N 24.362°E | 1900                                                                               |                       | Raportează eroare |
| VL-II-m-B-09623                                | Tribunalul județului Vâlcea                                                      | municipiul Râmnicu Vâlcea                                | Scuarul Revoluției 2 45.10465°N 24.36364°E | 1906-1907                                                                          |                       | Raportează eroare |
| VL-II-s-B-09625                                | Ansamblu urban „Str. Gabriel Stoianovici”                                        | municipiul Râmnicu Vâlcea                                | Str. Stoianovici Gabriel 5, 19 | sf. sec. XIX-înc. sec. XX                                                          |                       | Raportează eroare |
| VL-II-m-B-09626                                | Casa memorială „Anton Pann”                                                      | municipiul Râmnicu Vâlcea                                | Str. Știrbei Vodă 4 45.10303°N 24.36095°E | sec. XVIII                                                                         | Alte imagini          | Raportează eroare |
| VL-II-m-B-09628                                | Poșta veche - ambele corpuri de clădiri                                          | municipiul Râmnicu Vâlcea                                | Bd. Vladimirescu Tudor 6 45.105°N 24.36472°E | 1907-1909                                                                          |                       | Raportează eroare |
| VL-II-m-B-09629                                | Casa Tetoianu                                                                    | municipiul Râmnicu Vâlcea                                | Bd. Vladimirescu Tudor 17 45.10499°N 24.36866°E | înc. sec. XX Alfred Hugo Cernea (arhitect)                                         |                       | Raportează eroare |
| VL-II-m-B-09630                                | Casa N. Balotescu                                                                | municipiul Râmnicu Vâlcea                                | Bd. Vladimirescu Tudor 19 45.10476°N 24.36913°E | înc. sec. XX, 1922 Grigore Cerchez și Carol Ballreich - arhitecți                  | Alte imagini          | Raportează eroare |
| VL-II-s-B-09627                                | Ansamblu urban „Str. Tudor Vladimirescu”                                         | municipiul Râmnicu Vâlcea                                | Str. Vladimirescu Tudor, zona dintre străzile T. Vladimirescu, C-tin Brâncuși, 22 Decembrie și General Magheru                                     | sf. sec. XIX-înc. sec. XX                                                          |                       | Raportează eroare |
| VL-II-m-B-09631                                | Conacul Săndulescu, fostă Primărie                                               | sat Alunu; comuna Alunu                                  | 9 45.02167°N 23.82185°E | sf. sec. XIX                                                                       | Încarcă foto \| video | Raportează eroare |
| VL-II-m-B-09632                                | Biserica de lemn „Sf. Nicolae”                                                   | sat Amărăști; comuna Amărăști                            | Săliștea | 1766-1767                                                                          | Alte imagini          | Raportează eroare |
| VL-II-a-B-09633 (RAN: 171619.01)               | Mănăstirea Frăsinei                                                              | sat Andreiești; comuna Muereasca                         | Cătun Șuta | sec. XVIII - XIX                                                                   | Alte imagini          | Raportează eroare |
| VL-II-m-B-09633.01                             | Biserica „Adormirea Maicii Domnului” - Biserica nouă                             | sat Andreiești; comuna Muereasca                         | Cătun Șuta | 1860-1863                                                                          |                       | Raportează eroare |
| VL-II-m-B-09633.02                             | Biserica „Sf. Ioan Botezătorul” - Biserica veche                                 | sat Andreiești; comuna Muereasca                         | Cătun Șuta | 1762-1763                                                                          |                       | Raportează eroare |
| VL-II-m-B-09634                                | Biserica de lemn „Adormirea Maicii Domnului”                                     | sat Armășești; comuna Cernișoara                         | | 1798-1799                                                                          |                       | Raportează eroare |
| VL-II-m-B-09635                                | Biserica „Sf. Nicolae”                                                           | sat Avrămești; comuna Scundu                             | | 1870                                                                               | Încarcă foto \| video | Raportează eroare |
| VL-II-m-B-09638                                | Biserica „Sf. Dumitru”                                                           | oraș Băbeni                                              | Str. Calea lui Traian 647 | 1849                                                                               | Alte imagini          | Raportează eroare |
| VL-II-m-B-09639 (RAN: 168407.01)               | Biserica de lemn „Cuvioasa Paraschiva”                                           | oraș Băbeni                                              | Str. Capu Dealului 64 44.98566°N 24.23915°E | 1799                                                                               | Alte imagini          | Raportează eroare |
| VL-II-m-B-09637                                | Conac                                                                            | oraș Băbeni                                              | Str. Vrânceanu Dragoș 3, lângă gară, peste calea ferată 44.97131°N 24.24278°E                                                                      | înc. sec. XX                                                                       |                       | Raportează eroare |
| VL-II-m-B-09640 (RAN: 169609.01)               | Biserica „Sf. Nicolae”, „Sf. Evanghelist Matei” și „Sf. Dumitru”                 | sat Băbeni-Oltețu; comuna Diculești                      | | 1778-1779                                                                          | Încarcă foto \| video | Raportează eroare |
| VL-II-m-B-09641                                | Biserica de lemn „Sf. Împărați”                                                  | sat Bădeni; comuna Dănicei                               | | 1843-1844                                                                          | Încarcă foto \| video | Raportează eroare |
| VL-II-m-B-09642                                | Biserica de lemn „Sf. Dumitru”                                                   | sat Băiașu; comuna Perișani                              | 27 | 1886                                                                               | Alte imagini          | Raportează eroare |
| VL-II-s-B-09643                                | Ansamblu urban                                                                   | oraș Băile Govora                                        | Între Primărie și Parc, pe ambele laturi ale străzii                                                                                               | sf. sec. XIX-înc. sec. XX                                                          |                       | Raportează eroare |
| VL-II-m-B-09644                                | Hotel Palace                                                                     | oraș Băile Govora                                        | Str. Parcului 1 | 1914 Ernest Doneaud (arhitect)                                                     |                       | Raportează eroare |
| VL-II-m-B-09645                                | Cazino                                                                           | oraș Băile Govora                                        | Str. Parcului 3 | înc. sec. XX Virginia Haret-Andreescu (arhitect)                                   |                       | Raportează eroare |
| VL-II-m-B-20968                                | Vila Ivanovici                                                                   | oraș Băile Govora                                        | Str. Sfatului 10 |                                                                                    |                       | Raportează eroare |
| VL-II-m-B-09646                                | Colecția de arheologie și artă religioasă „Gheorghe Petre”                       | oraș Băile Govora                                        | Str. Vladimirescu Tudor 109B 45.08032°N 24.17861°E                                                                                                 | mijl.sec. XX                                                                       |                       | Raportează eroare |
| VL-II-m-A-09647 (RAN: 167482)                  | Biserica de lemn „Sf. Pantelimon”                                                | oraș Băile Olănești                                      | Str. Horea 4 45.20555°N 24.24°E | 1746                                                                               | Alte imagini          | Raportează eroare |
| VL-II-s-B-09648                                | Ansamblu urban                                                                   | oraș Bălcești                                            | Centrul civic - zona centrală | sec. XIX - XX                                                                      | Încarcă foto \| video | Raportează eroare |
| VL-II-m-B-09649 (RAN: 173953.01)               | Biserica de lemn „Sf. Îngeri”                                                    | sat Bălțățeni; comuna Tomșani                            | | 1773-1774                                                                          | Alte imagini          | Raportează eroare |
| VL-II-m-B-09650 (RAN: 168577.02)               | Biserica de lemn „Buna Vestire”                                                  | sat Bărbătești; comuna Bărbătești                        | Cartier Iernaticu | 1823, 1887-1890                                                                    | Alte imagini          | Raportează eroare |
| VL-II-a-B-09651 (RAN: 168577.03)               | Ansamblul bisericii „Intrarea în Biserică”                                       | sat Bărbătești; comuna Bărbătești                        | Cătun Mierlești | 1776                                                                               | Alte imagini          | Raportează eroare |
| VL-II-m-B-09651.01 (RAN: 168577.03.01)         | Biserica „Intrarea în Biserică”                                                  | sat Bărbătești; comuna Bărbătești                        | Cătun Mierlești | 1775                                                                               |                       | Raportează eroare |
| VL-II-m-B-09651.02 (RAN: 168577.03.02)         | Turn clopotniță                                                                  | sat Bărbătești; comuna Bărbătești                        | Cătun Mierlești | sec. XVIII                                                                         |                       | Raportează eroare |
| VL-II-m-B-09651.03 (RAN: 168577.03.03)         | Zid de incintă                                                                   | sat Bărbătești; comuna Bărbătești                        | Cătun Mierlești | sec. XVIII                                                                         |                       | Raportează eroare |
| VL-II-m-B-09652 (RAN: 168577.04)               | Biserica de lemn „Sf. Nicolae”                                                   | sat Bărbătești; comuna Bărbătești                        | Cartier Poeni | 1790                                                                               |                       | Raportează eroare |
| VL-II-m-B-09653 (RAN: 168577)                  | Biserica „Sf. Nicolae”                                                           | sat Bărbătești; comuna Bărbătești                        | Cătun Vătășești | 1712 – 1715, 1774 (pridvor, pictură)                                               | Alte imagini          | Raportează eroare |
| VL-II-m-B-09654 (RAN: 168577.05)               | Biserica „Cuvioasa Paraschiva” a fostului schit Pătrunsa                         | sat Bărbătești; comuna Bărbătești                        | La 8 km N de sat | 1740                                                                               | Alte imagini          | Raportează eroare |
| VL-II-m-B-09655                                | Casa de lemn a preotului Gheorghe Pietraru                                       | sat Bărbătești; comuna Bărbătești                        | 639, Cătun Vătășești | 1850-1860                                                                          | Încarcă foto \| video | Raportează eroare |
| VL-II-m-B-09656                                | Biserica „Adormirea Maicii Domnului”, „Sf. Nicolae” și „Sf. Ioan”                | sat Bărbuceni; comuna Prundeni                           | | 1815                                                                               | Încarcă foto \| video | Raportează eroare |
| VL-II-m-B-09658                                | Biserica „Adormirea Maicii Domnului”                                             | sat Bârsești; comuna Budești                             | | 1817                                                                               | Alte imagini          | Raportează eroare |
| VL-II-m-B-09659 (RAN: 171352.02)               | Biserica „Sf. Nicolae”                                                           | sat Bârsești; comuna Mihăești                            | | 1755-1776,1809                                                                     | Încarcă foto \| video | Raportează eroare |
| VL-II-m-B-09660                                | Biserica „Sf. Nicolae”                                                           | sat Becșani; comuna Fârtățești                           | | 1816, ref. 1842 - 1850                                                             | Încarcă foto \| video | Raportează eroare |
| VL-II-a-B-09661                                | Ansamblul Otetelișanu                                                            | sat Benești; oraș Bălcești                               | 44.65924°N 23.90856°E | 1713, adăugiri 1900                                                                |                       | Raportează eroare |
| VL-II-m-B-09661.01                             | Casa Otetelișenilor                                                              | sat Benești; oraș Bălcești                               | | 1713, adăugiri 1900                                                                | Încarcă foto \| video | Raportează eroare |
| VL-II-m-B-09661.02 (RAN: 168470.01)            | Biserica „Sf. Voievozi”                                                          | sat Benești; oraș Bălcești                               | | 1746                                                                               |                       | Raportează eroare |
| VL-II-m-B-09662                                | Biserica „Sf. Voievozi”                                                          | sat Berbești; comuna Laloșu                              | | 1850                                                                               | Încarcă foto \| video | Raportează eroare |
| VL-II-m-B-09663                                | Biserica „Duminica Tuturor Sfinților”                                            | sat Bercioiu; comuna Budești                             | | 1834-1838                                                                          | Încarcă foto \| video | Raportează eroare |
| VL-II-a-A-09665 (RAN: 168693.03)               | Fosta mănăstire Berislăvești                                                     | sat Berislăvești; comuna Berislăvești                    | Str. Mănăstirii 107, Pe malul râului Coisca | 1754-1762                                                                          |                       | Raportează eroare |
| VL-II-m-B-09665.01                             | Biserica „Sf. Trei Ierarhi”, „Sf. Gheorghe”                                      | sat Berislăvești; comuna Berislăvești                    | Str. Mănăstirii 107 45.25624°N 24.41456°E | 1754-1762                                                                          |                       | Raportează eroare |
| VL-II-m-B-09665.02                             | Ruinele stăreției                                                                | sat Berislăvești; comuna Berislăvești                    | Str. Mănăstirii 107 45.25633°N 24.41522°E | 1762                                                                               |                       | Raportează eroare |
| VL-II-m-B-09665.03                             | Turn clopotniță                                                                  | sat Berislăvești; comuna Berislăvești                    | Str. Mănăstirii 107 45.25619°N 24.41487°E | 1754                                                                               |                       | Raportează eroare |
| VL-II-m-B-09665.04                             | Zid de incintă                                                                   | sat Berislăvești; comuna Berislăvești                    | Str. Mănăstirii 107 45.25575°N 24.41596°E | 1762                                                                               |                       | Raportează eroare |
| VL-II-a-A-09666 (RAN: 169271.02)               | Mănăstirea Bistrița                                                              | sat Bistrița; comuna Costești                            | 45.18894°N 24.03954°E | 1494, ref.1519,1683-1688, 1847-1856                                                | Alte imagini          | Raportează eroare |
| VL-II-m-A-09666.01 (RAN: 169271.02.01)         | Biserica „Adormirea Maicii Domnului”                                             | sat Bistrița; comuna Costești                            | 45.1885°N 24.0395°E | 1847-1856                                                                          | Alte imagini          | Raportează eroare |
| VL-II-m-A-09666.02 (RAN: 169271.02.02)         | Biserica-bolniță „Schimbarea la Față”                                            | sat Bistrița; comuna Costești                            | 45.18861°N 24.04°E | 1494,1520-1521; 1710 (pridvor)                                                     |                       | Raportează eroare |
| VL-II-m-A-09666.03 (RAN: 169271.02.03)         | Turn clopotniță                                                                  | sat Bistrița; comuna Costești                            | 45.1885°N 24.0397°E | ref. 1847 - 1856                                                                   |                       | Raportează eroare |
| VL-II-m-A-09666.04 (RAN: 169271.02.04)         | Corp de chilii (din incinta veche)                                               | sat Bistrița; comuna Costești                            | 45.18861°N 24.04°E | 1494, ref. 1847 - 1856                                                             |                       | Raportează eroare |
| VL-II-m-A-09666.05 (RAN: 169271.02.05)         | Foișor                                                                           | sat Bistrița; comuna Costești                            | Pe latura de E a incintei vechi 45.18876°N 24.04013°E                                                                                              | ref. 1847 - 1856                                                                   |                       | Raportează eroare |
| VL-II-a-A-09667 (RAN: 169271.04)               | Mănăstirea Arnota                                                                | sat Bistrița; comuna Costești                            | Pe muntele Arnota 45.19661°N 24.04463°E | 1634                                                                               | Alte imagini          | Raportează eroare |
| VL-II-m-A-09667.01 (RAN: 169271.04.01)         | Biserica „Sf. Arhangheli”                                                        | sat Bistrița; comuna Costești                            | 45.19662°N 24.04461°E | 1634                                                                               | Alte imagini          | Raportează eroare |
| VL-II-m-A-09667.02 (RAN: 169271.04.02)         | Corp chilii                                                                      | sat Bistrița; comuna Costești                            | 45.19667°N 24.04461°E | 1852-1856                                                                          |                       | Raportează eroare |
| VL-II-m-A-09667.03                             | Incintă                                                                          | sat Bistrița; comuna Costești                            | | 1634                                                                               | Încarcă foto \| video | Raportează eroare |
| VL-II-m-A-09668 (fost VL-II-m-B-09668)         | Biserica „Sf. Grigore Decapolitul - Eleonul” a fostului schit Păpușa             | sat Bistrița; comuna Costești                            | | sec. XV - XVI,1712 (refacere)                                                      |                       | Raportează eroare |
| VL-II-m-A-09669 (RAN: 169271.06)               | Biserica „Intrarea în Biserică”                                                  | sat Bistrița; comuna Costești                            | În peștera Sf. Grigore Decapolitul | sf. sec. XV, înc. sec. XVI                                                         |                       | Raportează eroare |
| VL-II-m-A-09670 (RAN: 169271.07)               | Biserica „Sf. Îngeri”                                                            | sat Bistrița; comuna Costești                            | În peștera Sf. Grigore Decapolitul | 1635, ref. 1737, 1781-1782,1848                                                    | Alte imagini          | Raportează eroare |
| VL-II-m-B-09671 (RAN: 169271.08)               | Biserica „Nașterea Maicii Domnului” a fostului schit Țigănia (Schitul Păr)       | sat Bistrița; comuna Costești                            | La E de sat și de Mănăstirea Bistrița | 1689-1693                                                                          |                       | Raportează eroare |
| VL-II-m-B-09672                                | Podul Reginei Maria și cele două cruci săpate în stâncă                          | sat Bistrița; comuna Costești                            | la intrarea în Cheile Bistriței | 1914-1920                                                                          |                       | Raportează eroare |
| VL-II-a-B-09673                                | Ansamblu rural                                                                   | sat Bistrița; comuna Costești                            | Strada care duce la mănăstire; între casa Stoian și casa Ghiuzan, inclusiv                                                                         | înc. sec XX                                                                        | Încarcă foto \| video | Raportează eroare |
| VL-II-m-B-09674                                | Biserica „Sf. Ioan Botezătorul”                                                  | sat Bocșa; comuna Măciuca                                | | 1847-1848                                                                          | Încarcă foto \| video | Raportează eroare |
| VL-II-a-B-09675 (RAN: 168568.01)               | Fostul schit Bodești                                                             | sat Bodești; comuna Bărbătești                           | | 1731-1732                                                                          | Alte imagini          | Raportează eroare |
| VL-II-m-B-09675.01 (RAN: 168568.01.01)         | Biserica „Sf. Treime”                                                            | sat Bodești; comuna Bărbătești                           | | 1731-1732                                                                          | Încarcă foto \| video | Raportează eroare |
| VL-II-m-B-09675.02                             | Zid de incintă                                                                   | sat Bodești; comuna Bărbătești                           | | 1732                                                                               | Încarcă foto \| video | Raportează eroare |
| VL-II-m-B-09676 (RAN: 168568.02)               | Biserica „Intrarea în Biserică”                                                  | sat Bodești; comuna Bărbătești                           | Cartier Drăgănești | 1749                                                                               | Încarcă foto \| video | Raportează eroare |
| VL-II-m-B-09677 (RAN: 168247.03)               | Biserica de lemn „Sf. Arhangheli Mihail și Gavril”                               | sat Bodești; comuna Alunu                                | Cartier Godeni | 1675, ref. 1937                                                                    |                       | Raportează eroare |
| VL-II-m-B-09678 (RAN: 168906.01)               | Biserica „Sf. Voievozi”                                                          | sat Bogdănești; comuna Bujoreni                          | | 1692-1698, ref. 1784, 1791                                                         | Încarcă foto \| video | Raportează eroare |
| VL-II-m-B-09679                                | Biserica de lemn „Sf. Voievozi”                                                  | sat Boroșești; comuna Sutești                            | | 1822, 1896, ref. 1935, 1959                                                        |                       | Raportează eroare |
| VL-II-m-B-09680 (RAN: 171138.01)               | Biserica „Sf. Nicolae”                                                           | sat Botorani; comuna Măciuca                             | | 1797, ref. 1872                                                                    | Încarcă foto \| video | Raportează eroare |
| VL-II-m-B-09681                                | Biserica de lemn „Sf. Nicolae”                                                   | sat Bratovești; comuna Titești                           | | 1808, ref. 1880                                                                    | Alte imagini          | Raportează eroare |
| VL-II-m-B-09682                                | Biserica „Sf. Voievozi”                                                          | sat Bratia din Deal; comuna Galicea                      | | 1833                                                                               | Încarcă foto \| video | Raportează eroare |
| VL-II-m-B-09683                                | Gara Lotru                                                                       | sat aparținător Golotreni; oraș Brezoi                   | Str. Golotreni 16 | 1898-1901                                                                          |                       | Raportează eroare |
| VL-II-a-B-09684                                | Locuințele societății „Carpatina”                                                | oraș Brezoi                                              | Str. Eroilor 130, 132, 175, 183, 185, 187 | sf. sec. XIX - înc. sec. XX                                                        | Încarcă foto \| video | Raportează eroare |
| VL-II-m-B-09685 (RAN: 167801.01)               | Biserica de lemn „Intrarea în Biserică”                                          | oraș Brezoi                                              | Str. Panduri 7 | 1789                                                                               |                       | Raportează eroare |
| VL-II-m-B-09686 (RAN: 170532.01)               | Biserica „Buna Vestire”                                                          | sat Bucșani; comuna Ionești                              | | 1743                                                                               | Încarcă foto \| video | Raportează eroare |
| VL-II-m-B-09687 (RAN: 168149.01)               | Biserica „Sf. Treime” și „Sf. Nicolae”                                           | localitate componentă Buda; oraș Ocnele Mari             | | 1731                                                                               | Încarcă foto \| video | Raportează eroare |
| VL-II-m-B-09688 (RAN: 168808.01)               | Biserica „Sf. Arhangheli”                                                        | sat Budești; comuna Budești                              | | 1787                                                                               | Încarcă foto \| video | Raportează eroare |
| VL-II-m-B-09689                                | Biserica „Adormirea Maicii Domnului”                                             | sat Budești; comuna Diculești                            | | 1825                                                                               | Încarcă foto \| video | Raportează eroare |
| VL-II-m-B-09690                                | Conacul Lahovary                                                                 | sat Budești; comuna Budești                              | 117 45.06535°N 24.38876°E | prima jum. sec. XIX                                                                | Încarcă foto \| video | Raportează eroare |
| VL-II-m-B-09691 (RAN: 173267.01)               | Biserica de lemn „Cuvioasa Paraschiva” - ruină                                   | sat Budurăști; comuna Stoenești                          | 45.18681°N 24.207°E | 1755-1756                                                                          | Alte imagini          | Raportează eroare |
| VL-II-m-B-09692                                | Biserica „Adormirea Maicii Domnului”                                             | sat Bujoreni; comuna Bujoreni                            | | 1812, ref. 1866                                                                    | Alte imagini          | Raportează eroare |
| VL-II-a-B-09693                                | Muzeul Satului Vâlcean                                                           | sat Bujoreni; comuna Bujoreni                            | 45.14189°N 24.36364°E | sec. XVIII - XX                                                                    |                       | Raportează eroare |
| VL-II-m-B-09693.01                             | Cula Bujoreanu                                                                   | sat Bujoreni; comuna Bujoreni                            | 45.14169°N 24.36341°E | sec. XVIII                                                                         |                       | Raportează eroare |
| VL-II-m-B-09693.02                             | Casa Velea                                                                       | sat Bujoreni; comuna Bujoreni                            | | sec. XVIII                                                                         |                       | Raportează eroare |
| VL-II-m-B-09693.03                             | Biserica de lemn „Intrarea în Biserică” - Mrenești                               | sat Bujoreni; comuna Bujoreni                            | 45.14153°N 24.36358°E | 1771                                                                               |                       | Raportează eroare |
| VL-II-m-B-09694                                | Biserica „Sf. Ioan Botezătorul”                                                  | sat Buleta; comuna Mihăești                              | | 1838                                                                               | Încarcă foto \| video | Raportează eroare |
| VL-II-m-B-09695                                | Biserica „Buna Vestire” și „Cuvioasa Paraschiva”                                 | sat Bumbuești; comuna Boișoara                           | 64, pe D.C. 6 | ante 1816                                                                          | Încarcă foto \| video | Raportează eroare |
| VL-II-m-B-09696 (RAN: 167927.02)               | Schitul „Sf. Ioan” de sub Piatră („Cozia Veche”)                                 | localitate componentă Căciulata; oraș Călimănești        | Calea lui Traian 599, La cca. 1 km amonte față de mănăstire                                                                                        | 1602, (1670), ref.1995                                                             |                       | Raportează eroare |
| VL-II-a-A-09697 (RAN: 167927.01)               | Mănăstirea Cozia                                                                 | localitate componentă Căciulata; oraș Călimănești        | Str. Calea lui Traian 816 45.27132°N 24.31531°E | 1388-1391, sec. XVI; XVII, XVIII                                                   | Alte imagini          | Raportează eroare |
| VL-II-m-A-09697.01                             | Biserica „Sf. Treime”                                                            | localitate componentă Căciulata; oraș Călimănești        | Str. Calea lui Traian 816 45.27168°N 24.31567°E | 1388; 1705-1707(pridvorul)                                                         | Alte imagini          | Raportează eroare |
| VL-II-m-A-09697.02                             | Paraclisul „Adormirea Maicii Domnului”                                           | localitate componentă Căciulata; oraș Călimănești        | Str. Calea lui Traian 816, în colțul SE al incintei 45.27173°N 24.31614°E                                                                          | 1583                                                                               |                       | Raportează eroare |
| VL-II-m-A-09697.03                             | Paraclisul „Duminica Tuturor Sfinților”                                          | localitate componentă Căciulata; oraș Călimănești        | Str. Calea lui Traian 816, în colțul NE al incintei 45.2717°N 24.3161°E                                                                            | 1710, ref. 1958-1959                                                               |                       | Raportează eroare |
| VL-II-m-A-09697.04                             | Trapeza                                                                          | localitate componentă Căciulata; oraș Călimănești        | Str. Calea lui Traian 816 | 1853                                                                               | Încarcă foto \| video | Raportează eroare |
| VL-II-m-A-09697.05                             | Bolnița „Sf. Apostoli”                                                           | localitate componentă Căciulata; oraș Călimănești        | Str. Calea lui Traian 581, vis-a-vis de incinta mănăstirii (la vest de E 81) 45.27179°N 24.31385°E                                                 | 1542-1543                                                                          |                       | Raportează eroare |
| VL-II-m-A-09697.06                             | Corpul de clădiri ale incintei - laturile de nord, est, sud                      | localitate componentă Căciulata; oraș Călimănești        | Str. Calea lui Traian 816, laturile de nord, est, sud ale incintei mănăstirii 45.2714°N 24.31563°E                                                 | sec. XIV, XVI, XVIII                                                               |                       | Raportează eroare |
| VL-II-m-A-09697.07                             | Fosta bolniță                                                                    | localitate componentă Căciulata; oraș Călimănești        | Str. Calea lui Traian 581 | sec. XVIII                                                                         | Încarcă foto \| video | Raportează eroare |
| VL-II-a-B-09699 (RAN: 167918.04)               | Mănăstirea Stănișoara                                                            | oraș Călimănești                                         | Str. Basarab Neagoe - la poalele Muntelui Cozia, la 10 km de gara Jiblea 45.28128°N 24.37007°E                                                     | 1747, ref. 1807, 1850, 1903-1907                                                   |                       | Raportează eroare |
| VL-II-m-B-09699.01 (RAN: 167918.04.01)         | Biserica „Sf. Gheorghe” și „Sf. Treime”                                          | oraș Călimănești                                         | Str. Basarab Neagoe - la poalele Muntelui Cozia, la 10 km de gara Jiblea 45.2813°N 24.3701°E                                                       | 1747, 1905                                                                         |                       | Raportează eroare |
| VL-II-m-B-09699.02 (RAN: 167918.04.02)         | Chilii                                                                           | oraș Călimănești                                         | Str. Basarab Neagoe - la poalele Muntelui Cozia, la 10 km de gara Jiblea 45.28128°N 24.37007°E                                                     | 1747, ref. 1807 și 1850                                                            |                       | Raportează eroare |
| VL-II-m-B-09699.03                             | Trapeza                                                                          | oraș Călimănești                                         | Str. Basarab Neagoe - la poalele Muntelui Cozia, la 10 km de gara Jiblea                                                                           | 1886                                                                               | Încarcă foto \| video | Raportează eroare |
| VL-II-a-B-09700                                | Ansamblu urban                                                                   | oraș Călimănești                                         | Str. Calea lui Traian, de la Școala generală nr. 1 până la limita de nord a stațiunii, pe ambele laturi ale străzii                                | (atestat sec. XIV, XVI), sf. sec. XIX - înc. sec. XX                               |                       | Raportează eroare |
| VL-II-m-B-09701                                | Pavilionul central (Hotelul Central)                                             | oraș Călimănești                                         | Str. Calea lui Traian 403, pe șoseaua E 15A, la km 18 45.24558°N 24.34278°E                                                                        | 1881-1886, ref. 1910-1911                                                          |                       | Raportează eroare |
| VL-II-m-A-09698 (RAN: 167918.03)               | Biserica „Nașterea Maicii Domnului” a schitului Ostrov                           | oraș Călimănești                                         | Str. Calea lui Traian 694, Insula Ostrov 45.24588°N 24.34278°E                                                                                     | 1520-1521                                                                          | Alte imagini          | Raportează eroare |
| VL-II-m-B-09702                                | Gara Călimănești (anterior Gara Jiblea)                                          | oraș Călimănești                                         | Str. Gării 34 | 1899                                                                               | Alte imagini          | Raportează eroare |
| VL-II-m-B-09703                                | Casă de lemn                                                                     | oraș Călimănești                                         | Str. Vladimirescu Tudor 18 | 1880                                                                               | Încarcă foto \| video | Raportează eroare |
| VL-II-a-B-09704 (RAN: 167918.02)               | Ansamblul bisericii „Sf. Voievozi”, biserica din Deal                            | oraș Călimănești                                         | Str. Vladimirescu Tudor 27 | 1714-1715                                                                          | Alte imagini          | Raportează eroare |
| VL-II-m-B-09704.01 (RAN: 167918.02.01)         | Biserica „Sf. Voievozi”, Biserica din Deal                                       | oraș Călimănești                                         | Str. Vladimirescu Tudor 27 | 1711-1715, ref. 1773-1774                                                          |                       | Raportează eroare |
| VL-II-m-B-09704.02 (RAN: 167918.02.02)         | Turn clopotniță                                                                  | oraș Călimănești                                         | Str. Vladimirescu Tudor 27 | 1714-1715                                                                          |                       | Raportează eroare |
| VL-II-m-B-09705                                | Casa Miscurici                                                                   | oraș Călimănești                                         | Str. Vladimirescu Tudor 44 | 1850-1860                                                                          | Încarcă foto \| video | Raportează eroare |
| VL-II-m-B-09706 (RAN: 167810.01)               | Biserica „Cuvioasa Paraschiva”                                                   | localitate componentă Călinești; oraș Brezoi             | Str. Călinești 30, în cimitir | 1775                                                                               | Alte imagini          | Raportează eroare |
| VL-II-m-B-09707 (RAN: 169137.03)               | Fragment din drumul austriac „Via Carolina”                                      | sat Câinenii Mari; comuna Câineni                        | La 400 m N de sat, pe D. N. 7 | 1717                                                                               | Încarcă foto \| video | Raportează eroare |
| VL-II-m-B-09708 (RAN: 169137.02)               | Biserica „Sf. Nicolae”                                                           | sat Câinenii Mari; comuna Câineni                        | Ulița Mare 216 | 1769-1770                                                                          | Încarcă foto \| video | Raportează eroare |
| VL-II-m-A-09709 (RAN: 169128.01)               | Biserica „Sf. Nicolae”                                                           | sat Câinenii Mici; comuna Câineni                        | 42, peste vale, în cimitirul satului | 1733                                                                               |                       | Raportează eroare |
| VL-II-m-B-09710                                | Casa Mateescu                                                                    | sat Câinenii Mici; comuna Câineni                        | 204, vis-a-vis de Biserica Sfinții Voievozi | sf. sec. XVIII                                                                     |                       | Raportează eroare |
| VL-II-m-B-09711                                | Casă                                                                             | sat Câinenii Mici; comuna Câineni                        | 206, lângă Biserica Sfinții Voievozi | sec. XIX                                                                           | Încarcă foto \| video | Raportează eroare |
| VL-II-m-A-09712                                | Biserica „Sf. Voievozi”                                                          | sat Câinenii Mici; comuna Câineni                        | Ulița Bisericii 176 | 1807                                                                               |                       | Raportează eroare |
| VL-II-m-B-09713                                | Masa altarului bisericii „Cuvioasa Paraschiva”                                   | sat Cermegești; comuna Lădești                           | | 1670                                                                               | Încarcă foto \| video | Raportează eroare |
| VL-II-m-B-09714                                | Biserica de lemn „Adormirea Maicii Domnului”                                     | sat Cernelele; comuna Păușești                           | 60 | 1811                                                                               |                       | Raportează eroare |
| VL-II-m-B-09715 (RAN: 173622.01)               | Biserica de lemn „Sf. Nicolae”                                                   | sat Cetățeaua; comuna Mitrofani                          | | 1793, ref. 1840                                                                    | Alte imagini          | Raportează eroare |
| VL-II-m-B-09716 (RAN: 167703.01)               | Biserica „Sf. Ilie” a fostului schit Pahomie                                     | localitate componentă Cheia; oraș Băile Olănești         | 45.2415°N 24.1233°E | 1694, ref. 1951                                                                    |                       | Raportează eroare |
| VL-II-m-B-09717 (RAN: 167703.02)               | Biserica „Sf. Voievozi”                                                          | localitate componentă Cheia; oraș Băile Olănești         | Str. Cheia 87 45.18314°N 24.21429°E | 1770-1778                                                                          | Alte imagini          | Raportează eroare |
| VL-II-a-A-09718 (RAN: 167703.03)               | Ansamblul Schitul Iezer                                                          | localitate componentă Cheia; oraș Băile Olănești         | Str. Cheia 212 | sec. XVI                                                                           | Încarcă foto \| video | Raportează eroare |
| VL-II-m-A-09718.01 (RAN: 167703.03.01)         | Biserica „Intrarea în Biserică”                                                  | localitate componentă Cheia; oraș Băile Olănești         | Str. Cheia 212 | 1719-1720                                                                          | Încarcă foto \| video | Raportează eroare |
| VL-II-m-A-09718.02 (RAN: 167703.03.02)         | Casa stăreției                                                                   | localitate componentă Cheia; oraș Băile Olănești         | Str. Cheia 212 | sec. XVI - XVII                                                                    | Încarcă foto \| video | Raportează eroare |
| VL-II-m-A-09718.03 (RAN: 167703.03.03)         | Clopotniță                                                                       | localitate componentă Cheia; oraș Băile Olănești         | Str. Cheia 212 | 1719                                                                               | Încarcă foto \| video | Raportează eroare |
| VL-II-m-B-09719                                | Biserica de lemn „Cuvioasa Paraschiva”                                           | sat Ciocâltei; comuna Roești                             | | 1759, ref. 1782; sec. XIX                                                          |                       | Raportează eroare |
| VL-II-m-B-09720 (RAN: 173551.01)               | Biserica de lemn „Intrarea în Biserică”                                          | sat Cireșu; comuna Stroiești                             | | 1782                                                                               | Alte imagini          | Raportează eroare |
| VL-II-m-B-09721                                | Biserica de lemn „Sf. Voievozi”                                                  | sat Ciucheți; comuna Sinești                             | | 1806                                                                               | Încarcă foto \| video | Raportează eroare |
| VL-II-m-B-09722                                | Biserica de lemn „Sfinții Împărați”                                              | sat Ciungetu; comuna Malaia                              | | 1861                                                                               |                       | Raportează eroare |
| VL-II-m-B-09723 (RAN: 170266.01)               | Biserica „Cuvioasa Paraschiva”                                                   | sat Coasta; comuna Golești                               | | 1747-1749, ref. 1913, 1947                                                         | Încarcă foto \| video | Raportează eroare |
| VL-II-m-B-09724 (RAN: 172108.02)               | Biserica „Sf. Nicolae”                                                           | sat Coasta; comuna Păușești-Măglași                      | 79 | 1693-1695, ref. 1824 - 1825                                                        | Încarcă foto \| video | Raportează eroare |
| VL-II-m-B-09726                                | Biserica de lemn „Cuvioasa Paraschiva”                                           | sat Colțești; comuna Alunu                               | Cătun Ocracu | 1793-1794, ref. 1893-1897                                                          | Încarcă foto \| video | Raportează eroare |
| VL-II-m-B-09727                                | Biserica „Buna Vestire”                                                          | sat Copăceni; comuna Copăceni                            | Peste apa Cernei | 1804                                                                               |                       | Raportează eroare |
| VL-II-m-B-09728 (RAN: 169226)                  | Biserica de lemn „Cuvioasa Paraschiva”                                           | sat Copăceni; comuna Copăceni                            | Bălteni | 1754, ref. 1775-1780                                                               | Alte imagini          | Raportează eroare |
| VL-II-m-B-09729                                | Biserica de lemn „Sf. Nicolae”, „Sf. Filofteia”                                  | sat Copăceni; comuna Racovița                            | | 1805                                                                               | Alte imagini          | Raportează eroare |
| VL-II-m-B-09731                                | Biserica de lemn „Adormirea Maicii Domnului”                                     | sat Costești; comuna Costești                            | | 1801                                                                               | Alte imagini          | Raportează eroare |
| VL-II-m-B-09733                                | Casă cu prăvălie                                                                 | sat Costești; comuna Costești                            | 109, în fața Primăriei | sec. XIX                                                                           | Încarcă foto \| video | Raportează eroare |
| VL-II-m-B-09734                                | Stabilimentul băilor                                                             | sat Costești; comuna Costești                            | 165 | sec. XX                                                                            | Încarcă foto \| video | Raportează eroare |
| VL-II-m-B-09735                                | Biserica „Intrarea în Biserică” și „Sf. Nicolae”                                 | sat Cremenari; comuna Galicea                            | Cartier Mijlocu | 1826-1828                                                                          | Încarcă foto \| video | Raportează eroare |
| VL-II-m-B-09736 (RAN: 169315.01)               | Biserica de lemn „Sf. Voievozi”                                                  | sat Crețeni; comuna Crețeni                              | | 1767                                                                               | Încarcă foto \| video | Raportează eroare |
| VL-II-m-B-09737                                | Biserica „Sf. Nicolae”                                                           | sat Dăești; comuna Dăești                                | | 1814                                                                               | Alte imagini          | Raportează eroare |
| VL-II-m-B-09741                                | Biserica de lemn „Sf. Dimitrie”                                                  | sat Dămțeni; oraș Berbești                               | Str. Grecilor, Cartier Păsărei | 1819                                                                               | Alte imagini          | Raportează eroare |
| VL-II-m-B-09738                                | Biserica „Buna Vestire”                                                          | sat Dângești; comuna Berislăvești                        | Str. Principală 76 | 1820                                                                               | Încarcă foto \| video | Raportează eroare |
| VL-II-m-B-09981 (RAN: 172803.01)               | Biserica de lemn „Adormirea Maicii Domnului”                                     | sat Dealul Bisericii; comuna Sinești                     | Cătun Zgubea Mică | 1805                                                                               | Încarcă foto \| video | Raportează eroare |
| VL-II-m-B-09739 (RAN: 169752.01)               | Biserica „Sf. Voievozi”                                                          | sat Dejoi; comuna Fârtățești                             | | 1715, ref. 1836 - 1840                                                             | Încarcă foto \| video | Raportează eroare |
| VL-II-m-B-09740                                | Biserica „Intrarea în Biserică”                                                  | sat Delureni; comuna Stoilești                           | | 1840                                                                               | Încarcă foto \| video | Raportează eroare |
| VL-II-a-A-09742 (RAN: 169930.01)               | Mănăstirea „Dintr-un Lemn”                                                       | sat Dezrobiți; comuna Frâncești                          | 45.0242°N 24.1822°E | sec. XVI, 1633-1654, 1683-1684, 1715                                               | Alte imagini          | Raportează eroare |
| VL-II-m-A-09742.01 (RAN: 169930.01.01)         | Biserica „Nașterea Maicii Domnului”                                              | sat Dezrobiți; comuna Frâncești                          | 45.02502°N 24.17956°E | 1684, 1715                                                                         | Alte imagini          | Raportează eroare |
| VL-II-m-A-09742.02 (RAN: 169930.01.02)         | Biserica „Dintr-un Lemn” - „Nașterea Maicii Domnului”                            | sat Dezrobiți; comuna Frâncești                          | 45.02493°N 24.1786°E | a doua jum. sec. XVI (inițial), reconstruit 1810-1814, ref. 1955                   | Alte imagini          | Raportează eroare |
| VL-II-m-A-09742.03 (RAN: 169930.01.03)         | Stăreție                                                                         | sat Dezrobiți; comuna Frâncești                          | 45.0252°N 24.1797°E | 1715 (extinsă)                                                                     |                       | Raportează eroare |
| VL-II-m-A-09742.04 (RAN: 169930.01.04)         | Turn clopotniță                                                                  | sat Dezrobiți; comuna Frâncești                          | 45.02523°N 24.17986°E | 1715                                                                               |                       | Raportează eroare |
| VL-II-m-A-09742.05 (RAN: 169930.01.05)         | Incinta Mare (Incinta veche)                                                     | sat Dezrobiți; comuna Frâncești                          | | 1633-1654, 1715                                                                    | Încarcă foto \| video | Raportează eroare |
| VL-II-m-A-09742.06                             | Fântâna Platonida (incinta nouă)                                                 | sat Dezrobiți; comuna Frâncești                          | | 1840                                                                               | Încarcă foto \| video | Raportează eroare |
| VL-II-m-A-09742.07                             | Incinta Mică (incinta nouă)                                                      | sat Dezrobiți; comuna Frâncești                          | 45.02541°N 24.18091°E | sec. XIX                                                                           |                       | Raportează eroare |
| VL-II-m-B-09743                                | Biserica de lemn „Sf. Dumitru”                                                   | sat Dimulești; comuna Mădulari                           | | 1894                                                                               | Alte imagini          | Raportează eroare |
| VL-II-m-B-09744                                | Biserica de lemn „Sf. Nicolae”                                                   | sat Dobrești; comuna Dănicei                             | | 1823, rep. 1880, 1914, 1962                                                        |                       | Raportează eroare |
| VL-II-m-A-09745 (RAN: 173775.01)               | Biserica „Intrarea în Biserică” a fostului schit Dobrușa                         | sat Dobrușa; comuna Ștefănești                           | | sf. sec. XV - înc. sec. XVI, ref. 1693-1694, 1774 (pictura)                        | Alte imagini          | Raportează eroare |
| VL-II-m-B-09746 (RAN: 173775.02)               | Biserica de lemn „Sf. Nicolae”                                                   | sat Dobrușa; comuna Ștefănești                           | | 1793-1796                                                                          | Încarcă foto \| video | Raportează eroare |
| VL-II-m-B-09747                                | Biserica „Sf. Nicolae”                                                           | sat Dozești; comuna Fârtățești                           | | 1760, ref. 1830                                                                    | Încarcă foto \| video | Raportează eroare |
| VL-II-m-B-09749                                | Biserica „Sf. Voievozi”                                                          | sat Drăganu; comuna Valea Mare                           | 167 | 1806                                                                               | Încarcă foto \| video | Raportează eroare |
| VL-II-m-B-09748                                | Biserica „Sf. Nicolae”                                                           | sat Drăgănești; comuna Golești                           | | 1848                                                                               | Încarcă foto \| video | Raportează eroare |
| VL-II-m-B-09750                                | Biserica „Sf. Nicolae” și „Sf. Dimitrie”                                         | municipiul Drăgășani                                     | Aleea Chera Gârlescu Vasile 1 | 1826                                                                               | Încarcă foto \| video | Raportează eroare |
| VL-II-m-B-09751 (RAN: 167990.02)               | Biserica „Sf. Ilie”                                                              | municipiul Drăgășani                                     | Str. Bălcescu Nicolae 18 | sec. XVIII, ref. 1834                                                              | Încarcă foto \| video | Raportează eroare |
| VL-II-m-B-09752                                | Muzeul Podgoriei din Drăgășani                                                   | municipiul Drăgășani                                     | Str. Mihăescu Gib 22 44.66098°N 24.26054°E | ante 1920                                                                          | Încarcă foto \| video | Raportează eroare |
| VL-II-m-B-09753                                | Casa Nae Petcu                                                                   | municipiul Drăgășani                                     | Piața Pandurilor 9 | ante 1914                                                                          | Încarcă foto \| video | Raportează eroare |
| VL-II-m-B-20925                                | Casa Filipescu                                                                   | oraș Drăgășani                                           | Str Regele Carol 45 |                                                                                    | Încarcă foto \| video | Raportează eroare |
| VL-II-m-B-09754                                | Biserica „Adormirea Maicii Domnului”                                             | municipiul Drăgășani                                     | Str. Regele Ferdinand 158A | 1824 Ion Amman (arhitect)                                                          |                       | Raportează eroare |
| VL-II-m-B-09755                                | Biserica „Sf. Ioan Botezătorul”                                                  | sat Drăgoești; comuna Drăgoești                          | | 1852-1853                                                                          | Încarcă foto \| video | Raportează eroare |
| VL-II-m-B-09756 (RAN: 169556.01)               | Biserica „Sf. Trei Ierarhi”                                                      | sat Drăgoești; comuna Drăgoești                          | | 1530, adăugiri 1769 și sec. XIX                                                    | Încarcă foto \| video | Raportează eroare |
| VL-II-m-B-09757                                | Conacul Șuțu                                                                     | sat Drăgoești; comuna Drăgoești                          | 107 44.82572°N 24.29227°E | 1880                                                                               | Încarcă foto \| video | Raportează eroare |
| VL-II-m-B-09758 (RAN: 173980.01)               | Biserica de lemn „Cuvioasa Paraschiva”                                           | sat Dumbrăvești; comuna Tomșani                          | | 1757                                                                               | Alte imagini          | Raportează eroare |
| VL-II-m-B-09759                                | Biserica „Sf. Nicolae”, „Sf. Dumitru” și „Sf. Ioan Botezătorul”                  | sat Făurești; comuna Zătreni                             | 68 | 1864                                                                               | Încarcă foto \| video | Raportează eroare |
| VL-II-m-B-09760                                | Biserica „Sf. Gheorghe” și „Sf. Mihail și Gavril”                                | sat Fârtățești; comuna Fârtățești                        | | 1838-1839                                                                          | Încarcă foto \| video | Raportează eroare |
| VL-II-a-A-09761 (RAN: 169388.02)               | Ansamblul fostului schit Fedeleșoiu                                              | sat Fedeleșoiu; comuna Dăești                            | 45.14692°N 24.39648°E | 1673-1700, ref. 1702-1710, 1770-1775                                               |                       | Raportează eroare |
| VL-II-m-A-09761.01 (RAN: 169388.02.01)         | Biserica „Schimbarea la Față” și „Sf. Apostoli”                                  | sat Fedeleșoiu; comuna Dăești                            | | 1673; 1770 (pridvor)                                                               |                       | Raportează eroare |
| VL-II-m-A-09761.02 (RAN: 169388.02.03)         | Casa stăreției                                                                   | sat Fedeleșoiu; comuna Dăești                            | | 1673                                                                               | Încarcă foto \| video | Raportează eroare |
| VL-II-m-A-09761.03 (RAN: 169388.02.04)         | Ruine chilii                                                                     | sat Fedeleșoiu; comuna Dăești                            | | 1836                                                                               | Încarcă foto \| video | Raportează eroare |
| VL-II-m-A-09761.04 (RAN: 169388.02.02)         | Turn clopotniță                                                                  | sat Fedeleșoiu; comuna Dăești                            | | 1673                                                                               | Încarcă foto \| video | Raportează eroare |
| VL-II-m-A-09761.05                             | Ruine zid de incintă                                                             | sat Fedeleșoiu; comuna Dăești                            | | 1836                                                                               | Încarcă foto \| video | Raportează eroare |
| VL-II-m-B-09762 (RAN: 173999.01)               | Biserica „Sf. Trei Ierarhi”                                                      | sat Foleștii de Jos; comuna Tomșani                      | 105 | 1767, ref. 1866                                                                    |                       | Raportează eroare |
| VL-II-m-B-09763                                | Biserica „Sf. Nicolae”                                                           | sat Frâncești; comuna Frâncești                          | | 1893                                                                               | Încarcă foto \| video | Raportează eroare |
| VL-II-m-B-09764 (RAN: 170998.01)               | Biserică (ruine)                                                                 | sat Fumureni; comuna Lungești                            | | sec. XVIII, ref. 1833                                                              | Încarcă foto \| video | Raportează eroare |
| VL-II-m-B-09765                                | Biserica „Sf. Ioan Botezătorul” și „Sf. Apostoli Petru și Pavel”                 | sat Gănești; comuna Lăcusteni                            | | 1812                                                                               | Încarcă foto \| video | Raportează eroare |
| VL-II-m-B-09766                                | Casa cu cadran solar                                                             | sat Găujani; comuna Boișoara                             | 345, la intrarea în satul Găujani | sf. sec. XIX                                                                       | Încarcă foto \| video | Raportează eroare |
| VL-II-m-B-09767                                | Biserica de lemn „Sf. Nicolae”                                                   | sat Geamăna; comuna Drăgoești                            | | 1887-1890                                                                          | Încarcă foto \| video | Raportează eroare |
| VL-II-m-B-09768                                | Biserica de lemn „Cuvioasa Paraschiva”                                           | sat Geamăna; comuna Stoilești                            | Cătun Gemenica | 1884-1887                                                                          | Încarcă foto \| video | Raportează eroare |
| VL-II-m-B-09769 (RAN: 169949.01)               | Biserica „Sf. Trei Ierarhi”                                                      | sat Genuneni; comuna Frâncești                           | | 1797                                                                               | Alte imagini          | Raportează eroare |
| VL-II-m-B-09770                                | Biserica „Sf. Voievozi”                                                          | sat Ghioroiu; comuna Ghioroiu                            | | 1859-1863                                                                          | Încarcă foto \| video | Raportează eroare |
| VL-II-m-B-09771 (RAN: 169770.01)               | Biserica „Sf. Nicolae”                                                           | sat Giulești; comuna Fârtățești                          | | sec. XVIII, ref. 1832                                                              | Încarcă foto \| video | Raportează eroare |
| VL-II-m-B-09772 (RAN: 173098.01)               | Biserica „Intrarea în Biserică”, „Sf. Ioan Botezătorul”                          | sat aparținător Gorunești; oraș Bălcești                 | | 1795                                                                               | Încarcă foto \| video | Raportează eroare |
| VL-II-m-B-09773                                | Ruinele casei Protopopului Cârstea                                               | sat aparținător Gorunești; oraș Bălcești                 | | 1816                                                                               | Încarcă foto \| video | Raportează eroare |
| VL-II-m-A-09774                                | Biserica „Intrarea în Biserică”                                                  | sat Gorunești; comuna Slătioara                          | Cartier Viorești | 1781, ref. 1800 și 1804-1805 (pictura)                                             | Alte imagini          | Raportează eroare |
| VL-II-m-B-09775                                | Biserica de lemn „Sf. Nicolae”                                                   | sat Govora; comuna Mihăești                              | Cartier Mahalaua Mare (în cimitir) | ante 1804                                                                          |                       | Raportează eroare |
| VL-II-m-B-09776                                | Biserica „Sf. Împărați” și „Sf. Matei”                                           | sat Grădiștea; comuna Grădiștea                          | | 1840                                                                               |                       | Raportează eroare |
| VL-II-m-B-09777                                | Casa Ion Voichița                                                                | sat Grădiștea; comuna Grădiștea                          | 234, Ulița Primăriei | sf. sec. XIX                                                                       | Încarcă foto \| video | Raportează eroare |
| VL-II-m-B-09778 (RAN: 169146.02)               | Biserica „Cuvioasa Paraschiva”                                                   | sat Greblești; comuna Câineni                            | 134 | 1793-1797                                                                          | Încarcă foto \| video | Raportează eroare |
| VL-II-m-B-09779                                | Biserica „Sf. Nicolae”                                                           | sat Groși; comuna Cernișoara                             | | 1892                                                                               | Alte imagini          | Raportează eroare |
| VL-II-m-B-09780 (RAN: 168924.01)               | Biserica „Sf. Gheorghe”                                                          | sat Gura Văii; comuna Bujoreni                           | | 1758                                                                               | Încarcă foto \| video | Raportează eroare |
| VL-II-a-B-09781 (RAN: 167721.01)               | Schitul Bradu                                                                    | localitate componentă Gurguiata; oraș Băile Olănești     | Str. Gurguiata 22 | 1784                                                                               | Încarcă foto \| video | Raportează eroare |
| VL-II-m-B-09781.01                             | Biserica „Sf. Ioan Botezătorul”                                                  | localitate componentă Gurguiata; oraș Băile Olănești     | Str. Gurguiata 22 | 1784                                                                               | Încarcă foto \| video | Raportează eroare |
| VL-II-m-B-09781.02                             | Turn clopotniță                                                                  | localitate componentă Gurguiata; oraș Băile Olănești     | Str. Gurguiata 22 | 1784                                                                               | Încarcă foto \| video | Raportează eroare |
| VL-II-m-B-09782 (RAN: 170453.01)               | Biserica de lemn „Intrarea în Biserică”                                          | sat Gușoeni; comuna Gușoeni                              | Cătun Butari; în cimitir | 1550, ref. 1887-1888, 1931-1915                                                    | Încarcă foto \| video | Raportează eroare |
| VL-II-m-B-09783 (RAN: 170480.01)               | Biserica de lemn „Sf. Nicolae”                                                   | sat Gușoianca; comuna Gușoeni                            | La hotar cu satul Burdălești - în cimitirul „La Episcopie” 44.74477°N 24.1111°E                                                                    | 1773                                                                               | Alte imagini          | Raportează eroare |
| VL-II-m-B-09784 (RAN: 170122.01)               | Biserica de lemn „Sf. Nicolae”                                                   | sat Herăști; comuna Ghioroiu                             | 30 | 1791, ref. 1860-1862, 1920                                                         | Încarcă foto \| video | Raportează eroare |
| VL-II-s-B-09787                                | Ansamblu urban                                                                   | oraș Horezu                                              | Est - str. Independenței; Sud - str. Tudor Vladimirescu; Vest - str. 1 Decembrie (inclusiv); Nord - str. Nicolae Iorga, intersecție cu str. Unirii | sf. sec. XIX-înc. sec. XX                                                          | Încarcă foto \| video | Raportează eroare |
| VL-II-m-B-09785                                | Biserica „Dumineca tuturor Sfinților” - Râmești                                  | oraș Horezu                                              | 4, Cartier Bălănești | 1659, modif.1859                                                                   | Alte imagini          | Raportează eroare |
| VL-II-m-B-09786                                | Biserica „Intrarea în Biserică”, „Sf. Ioan Botezătorul” - Biserica din Târg      | oraș Horezu                                              | Str. Brâncoveanu Constantin 2 | 1800-1804                                                                          | Alte imagini          | Raportează eroare |
| VL-II-m-B-09788                                | Biserica „Sf. Voievozi”, „Sf. Vasile” - Covrești                                 | oraș Horezu                                              | Str. Olari 29, Cartier Olari | 1826                                                                               |                       | Raportează eroare |
| VL-II-m-B-09789 (RAN: 168265.01)               | Biserica de lemn „Cuvioasa Paraschiva”                                           | sat Igoiu; comuna Alunu                                  | | 1752                                                                               |                       | Raportează eroare |
| VL-II-m-B-09790 (RAN: 170523.02)               | Biserica de lemn „Sf. Nicolae”                                                   | sat Ionești; comuna Ionești                              | | 1770, ref. 1836                                                                    | Alte imagini          | Raportează eroare |
| VL-II-m-B-09791                                | Biserica „Sfinții Voievozi”                                                      | sat Ionești; comuna Ionești                              | | 1842                                                                               | Încarcă foto \| video | Raportează eroare |
| VL-II-m-B-09792                                | Biserica „Sfântul Nicolae”                                                       | sat Irimești; oraș Bălcești                              | | 1884                                                                               | Încarcă foto \| video | Raportează eroare |
| VL-II-m-B-09793 (RAN: 171502.01)               | Biserica de lemn „Adormirea Maicii Domnului”                                     | sat Izbășești; comuna Milcoiu                            | | sec. XVIII                                                                         | Alte imagini          | Raportează eroare |
| VL-II-m-B-09794                                | Biserica „Sf. Dumitru”                                                           | sat Jaroștea; comuna Glăvile                             | | 1882                                                                               | Încarcă foto \| video | Raportează eroare |
| VL-II-s-B-09795                                | Ansamblu rural                                                                   | localitate componentă Jiblea Nouă; oraș Călimănești      | Str. Republicii | sf. sec. XIX                                                                       | Încarcă foto \| video | Raportează eroare |
| VL-II-m-B-09797                                | Biserica „Adormirea Maicii Domnului”                                             | localitate componentă Jiblea Veche; oraș Călimănești     | Str. 24 Ianuarie 17 | sec. XVIII, ref. 1857 - 1862                                                       |                       | Raportează eroare |
| VL-II-m-B-09796                                | Casa Vergiliu Popescu                                                            | localitate componentă Jiblea Veche; oraș Călimănești     | Str. 24 Ianuarie 25 | sec. XVIII                                                                         |                       | Raportează eroare |
| VL-II-m-B-09798                                | Spitalul Vechi                                                                   | sat Lădești; comuna Lădești                              | 12 | 1881                                                                               | Încarcă foto \| video | Raportează eroare |
| VL-II-m-B-09799 (RAN: 169510.01)               | Biserica „Sf. Trei Ierarhi”                                                      | sat Linia pe Vale; comuna Dănicei                        | | sec. XVIII, ref. 1853                                                              | Încarcă foto \| video | Raportează eroare |
| VL-II-m-B-09800 (RAN: 168185.02)               | Biserica „Sf. Ioan Gură de Aur” a fostei mănăstiri Titireciu                     | sat Lunca; oraș Ocnele Mari                              | Str. Goroniș 31 | 1577, ref. 1700-1706                                                               | Încarcă foto \| video | Raportează eroare |
| VL-II-m-B-09801                                | Biserica de lemn „Sf. Nicolae” și „Cuvioasa Paraschiva”                          | sat Malaia; comuna Malaia                                | În cimitir | 1807                                                                               |                       | Raportează eroare |
| VL-II-m-B-09802                                | Conacul Brătienilor - ruină                                                      | sat Malaia; comuna Malaia                                | Pe vârful muntelui Zmeurăt 45.3521°N 24.03338°E | sec. XIX                                                                           | Încarcă foto \| video | Raportează eroare |
| VL-II-m-B-09803                                | Biserica de lemn „Sf. Nicolae”                                                   | sat Mamu; comuna Mădulari                                | | 1891                                                                               | Alte imagini          | Raportează eroare |
| VL-II-m-B-09804                                | Biserica de lemn „Sf. Voievozi”                                                  | sat Marcea; comuna Ionești                               | | 1866-1868                                                                          | Încarcă foto \| video | Raportează eroare |
| VL-II-m-B-09730                                | Biserica de lemn „Cuvioasa Paraschiva”                                           | sat Marița; comuna Vaideeni                              | | 1730, ref. 1809-1810                                                               |                       | Raportează eroare |
| VL-II-m-A-09805 (RAN: 174076.01)               | Biserica de lemn „Cuvioasa Paraschiva”, „Sf. Nicolae” și „Sf. Apostoli”          | sat Marița; comuna Vaideeni                              | 45.17611°N 23.86555°E | 1556-1557                                                                          | Alte imagini          | Raportează eroare |
| VL-II-m-B-09806 (RAN: 171076.02)               | Biserica de lemn „Cuvioasa Paraschiva”                                           | sat Mateești; comuna Mateești                            | 310, Cartier Călărășești | 1720, ref. 1803                                                                    | Încarcă foto \| video | Raportează eroare |
| VL-II-m-B-09807                                | Casa Constantin Drăghici                                                         | sat Mateești; comuna Mateești                            | 577, „Măgura” - peste apa Tărâia | sf. sec. XIX                                                                       | Încarcă foto \| video | Raportează eroare |
| VL-II-a-B-09808                                | Construcții „tip culă”                                                           | sat Măciuceni; comuna Măciuca                            | | sec. XIX                                                                           | Încarcă foto \| video | Raportează eroare |
| VL-II-m-B-09809                                | Biserica „Sf. Ioan Botezătorul”                                                  | sat Măgura; comuna Mihăești                              | | 1834-1837                                                                          | Alte imagini          | Raportează eroare |
| VL-II-m-B-09810 (RAN: 170499.01)               | Biserica de lemn „Cuvioasa Paraschiva”                                           | sat Măgureni; comuna Gușoeni                             | | 1766, ref. 1803, 1840, 1877                                                        | Alte imagini          | Raportează eroare |
| VL-II-a-A-09811                                | Ansamblul Culei Duca                                                             | sat Măldărești; comuna Măldărești                        | Vis-a-vis de ansamblul „Culei vechi” 45.11963°N 24.00241°E                                                                                         | 1812-1827                                                                          | Alte imagini          | Raportează eroare |
| VL-II-m-A-09811.01                             | Cula Duca                                                                        | sat Măldărești; comuna Măldărești                        | | 1827                                                                               |                       | Raportează eroare |
| VL-II-m-A-09811.02                             | Anexe                                                                            | sat Măldărești; comuna Măldărești                        | | 1827                                                                               | Încarcă foto \| video | Raportează eroare |
| VL-II-a-A-09812 (RAN: 171281.02)               | Ansamblul Culei Greceanu                                                         | sat Măldărești; comuna Măldărești                        | Vis-a-vis de ansamblul „Culei noi” 45.11844°N 24.00304°E                                                                                           | sec. XVIII                                                                         | Alte imagini          | Raportează eroare |
| VL-II-m-A-09812.01 (RAN: 171281.02.01)         | Cula Greceanu                                                                    | sat Măldărești; comuna Măldărești                        | | sec. XVIII                                                                         |                       | Raportează eroare |
| VL-II-m-A-09812.02 (RAN: 171281.02.02)         | Anexe                                                                            | sat Măldărești; comuna Măldărești                        | | sec. XVIII                                                                         | Încarcă foto \| video | Raportează eroare |
| VL-II-m-A-09812.03 (RAN: 171281.01)            | Biserica „Sf. Nicolae” și „Sf. Voievozi”                                         | sat Măldărești; comuna Măldărești                        | Alăturată incintei Culei Greceanu 45.1184°N 24.0041°E                                                                                              | 1774-1790                                                                          | Alte imagini          | Raportează eroare |
| VL-II-m-B-09813                                | Biserica „Sf. Voievozi”                                                          | sat Măldărești; comuna Lădești                           | Cartier Păunești | 1790                                                                               | Încarcă foto \| video | Raportează eroare |
| VL-II-m-B-09814                                | Conacul Pleșoianu (Sanatoriul TBC)                                               | sat Măldărești; comuna Măldărești                        | 45.1223°N 23.9992°E | sec. XX                                                                            | Încarcă foto \| video | Raportează eroare |
| VL-II-m-B-09815                                | Biserica de lemn „Sf. Dumitru”                                                   | sat Măldăreștii de Jos; comuna Măldărești                | | 1801, ref. 1888                                                                    |                       | Raportează eroare |
| VL-II-m-B-09816 (RAN: 169958.01)               | Biserica „Înălțarea Domnului” a fostului Schit Mănăilești                        | sat Mănăilești; comuna Frâncești                         | | 1684, 1801 (pridvor și turlă)                                                      | Încarcă foto \| video | Raportează eroare |
| VL-II-m-B-09817 (RAN: 169967.01)               | Biserica de lemn „Sf. Nicolae”                                                   | sat Mănăilești; comuna Frâncești                         | | 1776                                                                               | Alte imagini          | Raportează eroare |
| VL-II-m-B-09818                                | Biserica „Adormirea Maicii Domnului”                                             | sat Mângureni; comuna Nicolae Bălcescu                   | 93 | 1888                                                                               | Alte imagini          | Raportează eroare |
| VL-II-m-B-09819                                | Casa Nadolu Marin                                                                | sat Mecea; comuna Zătreni                                | Ulița Principală 31 | înc. sec. XX                                                                       | Încarcă foto \| video | Raportează eroare |
| VL-II-m-B-09820 (RAN: 170131.01)               | Biserica „Sf. Voievozi”                                                          | sat Mierea; comuna Ghioroiu                              | 38 | sec. XVI,1825, 1841 (pictură)                                                      | Alte imagini          | Raportează eroare |
| VL-II-m-B-09821                                | Conacul Vintilă Brătianu                                                         | sat Mihăești; comuna Mihăești                            | 45.02281°N 24.2378°E | sf. sec. XIX, cu adăugiri sec. XX                                                  | Încarcă foto \| video | Raportează eroare |
| VL-II-m-B-09822                                | Biserica „Adormirea Maicii Domnului”                                             | sat Milcoiu; comuna Milcoiu                              | | 1875                                                                               | Încarcă foto \| video | Raportează eroare |
| VL-II-m-B-09823 (RAN: 169592.01)               | Biserica „Sf. Ioan Botezătorul”                                                  | sat Milești; comuna Făurești                             | | 1684, ref. 1829                                                                    | Încarcă foto \| video | Raportează eroare |
| VL-II-m-B-09824                                | Biserica de lemn „Cuvioasa Paraschiva”                                           | sat Milostea; comuna Slătioara                           | | 1906                                                                               |                       | Raportează eroare |
| VL-II-a-B-09825                                | Ansamblu rural                                                                   | sat Milostea; comuna Slătioara                           | |                                                                                    | Încarcă foto \| video | Raportează eroare |
| VL-II-m-B-09827                                | Biserica de lemn „Sf. Voievozi”                                                  | sat Mitrofani; comuna Sutești                            | „La nuc” | 1813                                                                               | Alte imagini          | Raportează eroare |
| VL-II-m-B-09828                                | Biserica de lemn „Sf. Gheorghe”                                                  | sat Mlăceni; comuna Perișani                             | 205 | 1840                                                                               |                       | Raportează eroare |
| VL-II-m-B-09829 (RAN: 169084.01)               | Biserica „Sf. Arhangheli”                                                        | sat Modoia; comuna Cernișoara                            | | 1712, ref. 1896                                                                    |                       | Raportează eroare |
| VL-II-m-B-09830                                | Biserica „Cuvioasa Paraschiva”                                                   | sat Mologești; comuna Laloșu                             | | 1859                                                                               | Încarcă foto \| video | Raportează eroare |
| VL-II-m-B-09831 (RAN: 169967.02)               | Biserica „Nașterea Maicii Domnului” a fostului schit Colnic                      | sat Moșteni; comuna Frâncești                            | „Colnic” | 1752                                                                               | Încarcă foto \| video | Raportează eroare |
| VL-II-m-B-09832 (RAN: 171548.01)               | Biserica „Sf. Nicolae”                                                           | sat Muereasca (de Jos); comuna Muereasca                 | | 1782                                                                               | Încarcă foto \| video | Raportează eroare |
| VL-II-m-A-09833                                | Biserica „Sf. Ioan Botezătorul”, „Sf. Nicolae” și „Cuvioasa Paraschiva” - Cacova | sat Neghinești; comuna Stoenești                         | La liziera pădurii | 1819                                                                               | Încarcă foto \| video | Raportează eroare |
| VL-II-a-B-09834 (RAN: 171414.01)               | Ansamblul bisericii „Sf. Nicolae”                                                | sat Negreni; comuna Mihăești                             | 198 | 1778                                                                               | Încarcă foto \| video | Raportează eroare |
| VL-II-m-B-09834.01 (RAN: 171414.01.01)         | Biserica „Sf. Nicolae”                                                           | sat Negreni; comuna Mihăești                             | 198 | 1778                                                                               | Încarcă foto \| video | Raportează eroare |
| VL-II-m-B-09834.02 (RAN: 171414.01.02)         | Clopotniță                                                                       | sat Negreni; comuna Mihăești                             | 198 | 1778                                                                               | Încarcă foto \| video | Raportează eroare |
| VL-II-m-B-09835                                | Biserica de lemn „Sf. Nicolae”                                                   | sat Nemoiu; comuna Amărăști                              | | 1832                                                                               | Alte imagini          | Raportează eroare |
| VL-II-m-B-09836 (RAN: 173472.01)               | Biserica de lemn „Adormirea Maicii Domnului”                                     | sat Nețești; comuna Stoilești                            | cătun Malu | 1799                                                                               | Încarcă foto \| video | Raportează eroare |
| VL-II-m-B-09837 (RAN: 169814.01)               | Biserica „Sfinții Voievozi”                                                      | sat Nisipi; comuna Fârtățești                            | | 1713, ref. 1858-1861                                                               | Încarcă foto \| video | Raportează eroare |
| VL-II-m-B-09838 (RAN: 170391.02)               | Biserica de lemn „Adormirea Maicii Domnului”                                     | sat Obislavu; comuna Grădiștea                           | | 1768                                                                               |                       | Raportează eroare |
| VL-II-m-B-09839                                | Biserica de lemn „Intrarea în Biserică”                                          | sat Obogeni; comuna Stoilești                            | | 1830                                                                               | Alte imagini          | Raportează eroare |
| VL-II-m-B-09840                                | Ruinele bisericii „Adormirea Maicii Domnului”                                    | oraș Ocnele Mari                                         | Str. Bălcescu Nicolae 11 | 1560, adăugiri 1746                                                                | Încarcă foto \| video | Raportează eroare |
| VL-II-m-B-09841                                | Casa Ghivercea                                                                   | oraș Ocnele Mari                                         | Str. Cuza Alexandru Ioan 47 | sec. XVIII                                                                         | Încarcă foto \| video | Raportează eroare |
| VL-II-m-B-09842                                | Biserica „Sf. Gheorghe Domnesc”                                                  | oraș Ocnele Mari                                         | Str. Cuza Alexandru Ioan 51 | 1676-1677                                                                          | Alte imagini          | Raportează eroare |
| VL-II-m-B-09843                                | Clădirea băilor cu apă sărată                                                    | oraș Ocnele Mari                                         | Str. Ștrandului 9 | sec. XIX                                                                           | Încarcă foto \| video | Raportează eroare |
| VL-II-m-B-09844                                | Biserica „Sfântul Ioan Botezătorul”                                              | oraș Ocnele Mari                                         | Str. Teilor 6 | 1793                                                                               | Încarcă foto \| video | Raportează eroare |
| VL-II-m-B-09845                                | Stabilimentul băilor                                                             | localitate componentă Ocnița; oraș Ocnele Mari           | Str. 22 Decembrie 7 | sf. sec. XIX                                                                       |                       | Raportează eroare |
| VL-II-m-B-09846                                | Casa Bădescu                                                                     | localitate componentă Olănești; oraș Băile Olănești      | Str. Cartierul Nou 1 | 1718                                                                               | Încarcă foto \| video | Raportează eroare |
| VL-II-m-B-09848 (RAN: 167758.02)               | Biserica „Sfântul Nicolae”                                                       | localitate componentă Olănești; oraș Băile Olănești      | Str. Olănescu Gheorghe, prof. dr. 2 | 1718                                                                               | Alte imagini          | Raportează eroare |
| VL-II-m-B-09847                                | Casa Târcă                                                                       | localitate componentă Olănești; oraș Băile Olănești      | Str. Olănescu Gheorghe, prof. dr. 6 | sec. XIX                                                                           | Încarcă foto \| video | Raportează eroare |
| VL-II-m-B-09850                                | Biserica „Sfinții Voievozi”                                                      | localitate componentă Olănești; oraș Băile Olănești      | Str. Unirii 5, Cartier Valea cu Case | 1810                                                                               | Alte imagini          | Raportează eroare |
| VL-II-m-B-09849                                | Casa Olănescu                                                                    | localitate componentă Olănești; oraș Băile Olănești      | Str. Vladimirescu Tudor 86 | sec. XIX                                                                           | Încarcă foto \| video | Raportează eroare |
| VL-II-m-B-09851                                | Biserica „Sfântul Ioan Botezătorul”                                              | localitate componentă Olănești; oraș Băile Olănești      | Str. Vladimirescu Tudor 105, Cartier Cormoșești | 1820                                                                               | Alte imagini          | Raportează eroare |
| VL-II-m-B-09852 (RAN: 170202.02)               | Biserica de lemn „Cuvioasa Paraschiva”                                           | sat Olteanca; comuna Glăvile                             | Cătun Sânculești | 1781-1782                                                                          | Alte imagini          | Raportează eroare |
| VL-II-m-B-09853                                | Biserica de lemn „Sf. Nicolae”                                                   | sat Olteanca; comuna Glăvile                             | Cătun Chituci | 1847                                                                               | Alte imagini          | Raportează eroare |
| VL-II-m-B-09854 (RAN: 168899.02)               | Biserica „Sf. Nicolae” a fostului schit Olteni                                   | sat Olteni; comuna Bujoreni                              | 168 | 1568-1576, extinsă sec. XVII-XVIII; modif. 1830                                    | Alte imagini          | Raportează eroare |
| VL-II-m-B-09855 (RAN: 170300.01)               | Biserica de lemn „Cuvioasa Paraschiva”                                           | sat Opătești; comuna Golești                             | | 1767                                                                               | Alte imagini          | Raportează eroare |
| VL-II-m-B-09856 (RAN: 171940.01)               | Biserica „Buna Vestire”                                                          | sat Oteșani; comuna Oteșani                              | Cătun Burta-Mironești | 1740                                                                               | Alte imagini          | Raportează eroare |
| VL-II-m-B-09857                                | Casa Ion Dumitrescu                                                              | sat Oteșani; comuna Oteșani                              | Str. Principală 120, pe D. N. 65 | sf. sec. XIX                                                                       | Încarcă foto \| video | Raportează eroare |
| VL-II-m-B-09858 (RAN: 168522.01)               | Biserica „Sf. Voievozi”                                                          | sat aparținător Otetelișu; oraș Bălcești                 | În cimitir | 1774                                                                               | Încarcă foto \| video | Raportează eroare |
| VL-II-m-B-09859                                | Biserica „Sf. Nicolae”                                                           | sat Padina; comuna Amărăști                              | | 1812                                                                               | Încarcă foto \| video | Raportează eroare |
| VL-II-m-B-09861                                | Biserica de lemn „Sf. Nicolae”                                                   | sat Părăușani; comuna Livezi                             | | 1807                                                                               | Încarcă foto \| video | Raportează eroare |
| VL-II-m-B-09863 (RAN: 167954.03)               | Biserica „Sf. Voievozi”                                                          | localitate componentă Păușa; oraș Călimănești            | Str. Basarab Neagoe 69C, în cimitirul Păușa | 1654-1658, ref. 1854-1857                                                          | Alte imagini          | Raportează eroare |
| VL-II-a-A-09862 (RAN: 167954.02)               | Mănăstirea Turnu                                                                 | localitate componentă Păușa; oraș Călimănești            | Str. Basarab Neagoe 55A, La 600 m față de stația C.F.R. Turnu                                                                                      | sec. XVII                                                                          | Alte imagini          | Raportează eroare |
| VL-II-m-A-09862.01 (RAN: 167954.02.01)         | Biserica „Intrarea în Biserică”                                                  | localitate componentă Păușa; oraș Călimănești            | Str. Basarab Neagoe 55A 45.28817°N 24.30786°E | 1676                                                                               | Alte imagini          | Raportează eroare |
| VL-II-m-A-09862.02                             | Biserica „Schimbarea la Față”                                                    | localitate componentă Păușa; oraș Călimănești            | Str. Basarab Neagoe 55A | 1897-1901                                                                          |                       | Raportează eroare |
| VL-II-m-A-09862.03                             | Clopotniță                                                                       | localitate componentă Păușa; oraș Călimănești            | Str. Basarab Neagoe 55A | sec. XIX                                                                           |                       | Raportează eroare |
| VL-II-m-B-09862.04                             | Clădiri - anexe                                                                  | localitate componentă Păușa; oraș Călimănești            | Str. Basarab Neagoe 55A 45.28814°N 24.30806°E | sec. XIX                                                                           |                       | Raportează eroare |
| VL-II-m-A-09862.05                             | Chilii rupestre                                                                  | localitate componentă Păușa; oraș Călimănești            | Str. Basarab Neagoe 55A | 1843                                                                               |                       | Raportează eroare |
| VL-II-m-A-09864 (RAN: 172091.01)               | Biserica „Intrarea în Biserică”                                                  | sat Păușești-Măglași; comuna Păușești-Măglași            | 264, Cătun Chiciora (Valea Cheii) | 1780                                                                               | Încarcă foto \| video | Raportează eroare |
| VL-II-m-B-09865                                | Biserica „Sf. Voievozi”                                                          | sat Păușești-Otăsău; comuna Păușești                     | 18 | 1854-1859                                                                          | Încarcă foto \| video | Raportează eroare |
| VL-II-m-B-09866                                | Biserica „Întâmpinarea Domnului”                                                 | sat Pârâienii de Mijloc; comuna Livezi                   | | 1825                                                                               | Încarcă foto \| video | Raportează eroare |
| VL-II-m-B-09867                                | Biserica „Sf. Dumitru”                                                           | sat Pârâienii de Sus; comuna Livezi                      | | 1822-1828                                                                          | Încarcă foto \| video | Raportează eroare |
| VL-II-m-B-09868 (RAN: 172162.01)               | Biserica de lemn „Cuvioasa Paraschiva”                                           | sat Perișani; comuna Perișani                            | | 1797-1799                                                                          | Alte imagini          | Raportează eroare |
| VL-II-m-B-09732                                | Moară și joagăr de lemn                                                          | sat Pietrari; comuna Costești                            | Cartier Ciorobești | sec. XIX                                                                           | Încarcă foto \| video | Raportează eroare |
| VL-II-m-B-09869 (RAN: 172359.01)               | Biserica de lemn „Sf. Nicolae”                                                   | sat Pietrari; comuna Pietrari                            | Cătun Anghelești | 1737                                                                               | Alte imagini          | Raportează eroare |
| VL-II-m-B-09870                                | Biserica de lemn „Sf. Voievozi”                                                  | sat Pietrari; comuna Pietrari                            | | 1865                                                                               | Încarcă foto \| video | Raportează eroare |
| VL-II-m-B-09871 (RAN: 172368.01)               | Biserica „Buna Vestire”                                                          | sat Pietrarii de Sus; comuna Pietrari                    | | 1742-1744                                                                          |                       | Raportează eroare |
| VL-II-m-B-09872 (RAN: 169280.03)               | Biserica „Intrarea în Biserică”                                                  | sat Pietreni; comuna Costești                            | Cartier Ciorobești | 1750                                                                               | Alte imagini          | Raportează eroare |
| VL-II-m-A-09873 (RAN: 169280.01)               | Biserica de lemn „Adormirea Maicii Domnului”                                     | sat Pietreni; comuna Costești                            | Cartier Grămești 45.17046°N 24.06573°E | 1664                                                                               | Alte imagini          | Raportează eroare |
| VL-II-m-B-09874 (RAN: 169280.02)               | Biserica „Sf. Nicolae” a fostului schit „De sub Piatră”                          | sat Pietreni; comuna Costești                            | | 1700 - 1701; ref. 1763-1784, 1831                                                  |                       | Raportează eroare |
| VL-II-m-B-09875 (RAN: 167767.01)               | Biserica „Toți Sfinții” a fostului schit Comanca                                 | localitate componentă Pietrișu; oraș Băile Olănești      | str. Pietrișu 23 | 1735-1736                                                                          | Încarcă foto \| video | Raportează eroare |
| VL-II-m-B-09876 (RAN: 174147.01)               | Biserica de lemn „Adormirea Maicii Domnului”                                     | sat Pietroasa; comuna Sutești                            | | 1536-1537, modif. 1780, reamplasată în 1822                                        | Încarcă foto \| video | Raportează eroare |
| VL-II-m-B-09877                                | Biserica „Nașterea Maicii Domnului” a schitului Jgheaburi                        | sat Piscu Mare; comuna Stoenești                         | | sec. XIV; ref. 1640; 1822-1827(actuala)                                            | Încarcă foto \| video | Raportează eroare |
| VL-II-m-B-09878 (RAN: 172778.01)               | Biserica „Intrarea în Biserică” și „Sf. Nicolae”                                 | sat Pleșești; comuna Roșiile                             | | 1792-1793                                                                          |                       | Raportează eroare |
| VL-II-m-B-09879                                | Biserica „Sf. Nicolae”, „Intrarea în Biserică”                                   | sat Pleșoiu; comuna Livezi                               | | 1803-1807                                                                          | Încarcă foto \| video | Raportează eroare |
| VL-II-m-B-09880                                | Biserica „Sf. Gheorghe”                                                          | sat Poenița; comuna Golești                              | | 1820                                                                               |                       | Raportează eroare |
| VL-II-m-B-09881                                | Biserica „Sf. Treime”                                                            | sat Pojogi; comuna Stroești                              | | 1819-1820                                                                          | Alte imagini          | Raportează eroare |
| VL-II-m-B-09883 (RAN: 173347.01)               | Biserica de lemn „Sf. Voievozi”                                                  | sat Popești; comuna Stoenești                            | Cătun Cacova | 1771-1772, ref. 1781-1782, 1874                                                    | Alte imagini          | Raportează eroare |
| VL-II-m-B-09884 (RAN: 171744.01)               | Biserica „Sf. Dumitru”                                                           | sat Predești; comuna Nicolae Bălcescu                    | 30, în cimitir | sec. XVIII                                                                         | Încarcă foto \| video | Raportează eroare |
| VL-II-m-B-09885                                | Biserica „Toți Sfinții”                                                          | sat aparținător Proieni; oraș Brezoi                     | Str. Stejarului 9 | 1794-1798                                                                          | Alte imagini          | Raportează eroare |
| VL-II-m-B-09886                                | Podul de cale ferată de peste Olt                                                | sat aparținător Proieni; oraș Brezoi                     | | 1899                                                                               | Încarcă foto \| video | Raportează eroare |
| VL-II-m-B-09887                                | Biserica „Sf. Voievozi”                                                          | sat Racovița; comuna Budești                             | | 1864                                                                               | Încarcă foto \| video | Raportează eroare |
| VL-II-m-B-09888                                | Biserica „Sf. Nicolae” și „Cuvioasa Paraschiva”                                  | sat Racovița; comuna Racovița                            | | 1819-1820                                                                          | Încarcă foto \| video | Raportează eroare |
| VL-II-m-B-09889                                | Casa Tatiana Predescu                                                            | sat Racovița; comuna Racovița                            | 157 | înc. sec. XX                                                                       | Încarcă foto \| video | Raportează eroare |
| VL-II-m-B-09890                                | Biserica de lemn „Sf. Voievozi”                                                  | sat Racu; comuna Sutești                                 | | 1808, reparată 1852 și 1934                                                        |                       | Raportează eroare |
| VL-II-m-B-09891                                | Biserica de lemn „Sf. Nicolae”                                                   | localitate componentă Râureni; municipiul Râmnicu Vâlcea | 273 | 1746                                                                               |                       | Raportează eroare |
| VL-II-m-B-09892                                | Biserica „Sf. Voievozi”                                                          | sat Robești; comuna Câineni                              | 80 | 1777-1817                                                                          | Alte imagini          | Raportează eroare |
| VL-II-m-B-09893 (RAN: 168087.06)               | Ruinele schitului „Sf. Ioan”                                                     | sat aparținător Romanii de Sus; oraș Horezu              | | sec. XVII                                                                          | Încarcă foto \| video | Raportează eroare |
| VL-II-m-B-09897 (RAN: 168087.05)               | Biserica „Sf. Îngeri”                                                            | sat aparținător Romanii de Jos; oraș Horezu              | Str. Mănăstirii 137, Cartier Țigănia | 1700                                                                               | Alte imagini          | Raportează eroare |
| VL-II-a-A-09894 (RAN: 168050.02)               | Mănăstirea Hurezi                                                                | sat aparținător Romanii de Jos; oraș Horezu              | Str. Mănăstirii 164-164 A,164 B 45.17041°N 24.00667°E                                                                                              | 1690 - 1709                                                                        | Alte imagini          | Raportează eroare |
| VL-II-m-A-09894.01 (RAN: 168050.02.01)         | Biserica mare „Sf. Împărați Constantin și Elena”                                 | sat aparținător Romanii de Jos; oraș Horezu              | Str. Mănăstirii 164A 45.16967°N 24.00688°E | 1692-1694                                                                          | Alte imagini          | Raportează eroare |
| VL-II-m-A-09894.02 (RAN: 168050.02.02)         | Paraclisul „Nașterea Maicii Domnului”                                            | sat aparținător Romanii de Jos; oraș Horezu              | Str. Mănăstirii 164A 45.16981°N 24.00701°E | 1697                                                                               | Alte imagini          | Raportează eroare |
| VL-II-m-A-09894.03 (RAN: 168050.02.03)         | Palatul Domnesc                                                                  | sat aparținător Romanii de Jos; oraș Horezu              | Str. Mănăstirii 164A 45.16976°N 24.00742°E | 1692-1697                                                                          | Alte imagini          | Raportează eroare |
| VL-II-m-A-09894.04 (RAN: 168050.02.04)         | Trapeză                                                                          | sat aparținător Romanii de Jos; oraș Horezu              | Str. Mănăstirii 164A 45.17041°N 24.00667°E | 1705-1706                                                                          | Alte imagini          | Raportează eroare |
| VL-II-m-A-09894.05 (RAN: 168050.02.05)         | Turn poartă - clopotniță                                                         | sat aparținător Romanii de Jos; oraș Horezu              | Str. Mănăstirii 164A 45.16806°N 24.00632°E | 1692-1697                                                                          |                       | Raportează eroare |
| VL-II-m-A-09894.06 (RAN: 168050.02.06)         | Corpuri de chilii - laturile N, V, S (incinta I-a)                               | sat aparținător Romanii de Jos; oraș Horezu              | Str. Mănăstirii 164A 45.16986°N 24.0074°E | 1692-1697, sec. XIX                                                                |                       | Raportează eroare |
| VL-II-m-A-09894.07 (RAN: 168050.02.07)         | Zid de incintă                                                                   | sat aparținător Romanii de Jos; oraș Horezu              | Str. Mănăstirii 164A 45.1701°N 24.00921°E | 1692-1697                                                                          |                       | Raportează eroare |
| VL-II-m-A-09894.08 (RAN: 168050.02.08)         | Fântână                                                                          | sat aparținător Romanii de Jos; oraș Horezu              | Str. Mănăstirii 164A 45.16993°N 24.00744°E | sec. XIX                                                                           | Alte imagini          | Raportează eroare |
| VL-II-m-A-09894.09 (RAN: 168050.02.09)         | Clădiri anexe (incinta a II-a)                                                   | sat aparținător Romanii de Jos; oraș Horezu              | Str. Mănăstirii 164A 45.16911°N 24.00697°E | sec. XIX                                                                           | Alte imagini          | Raportează eroare |
| VL-II-m-A-09894.10                             | Hambarul arhimandritului Ioan                                                    | sat aparținător Romanii de Jos; oraș Horezu              | Str. Mănăstirii 164A |                                                                                    | Încarcă foto \| video | Raportează eroare |
| VL-II-m-A-09894.11                             | Turnul incintei fortificate                                                      | sat aparținător Romanii de Jos; oraș Horezu              | Str. Mănăstirii 164A 45.17008°N 24.00671°E |                                                                                    | Alte imagini          | Raportează eroare |
| VL-II-a-A-09895 (RAN: 168087.02)               | Ansamblul bolniței mănăstirii Hurezi                                             | sat aparținător Romanii de Jos; oraș Horezu              | Str. Mănăstirii 164, la E de incinta mare a mănăstirii 45.16987°N 24.00697°E                                                                       | 1696-1699                                                                          |                       | Raportează eroare |
| VL-II-m-A-09895.01 (RAN: 168087.02.03)         | Biserica - bolniță „Adormirea Maicii Domnului”                                   | sat aparținător Romanii de Jos; oraș Horezu              | Str. Mănăstirii 164, La E de incinta mare a mănăstirii 45.16981°N 24.00906°E                                                                       | 1696-1699                                                                          | Alte imagini          | Raportează eroare |
| VL-II-m-A-09895.02 (RAN: 168087.02.01)         | Ruine bolniță                                                                    | sat aparținător Romanii de Jos; oraș Horezu              | Str. Mănăstirii 164, la E de incinta mare a mănăstirii                                                                                             | 1697                                                                               |                       | Raportează eroare |
| VL-II-m-A-09895.03 (RAN: 168087.02.02)         | Foișor                                                                           | sat aparținător Romanii de Jos; oraș Horezu              | Str. Mănăstirii 164, la E de incinta mare a mănăstirii                                                                                             | sec. XVIII                                                                         |                       | Raportează eroare |
| VL-II-a-A-09899 (RAN: 168087.03)               | Schitul „Sf. Apostoli”                                                           | sat aparținător Romanii de Jos; oraș Horezu              | Str. Mănăstirii 164B, la 500 m N de mănăstire 45.16987°N 24.00697°E                                                                                | 1698                                                                               | Încarcă foto \| video | Raportează eroare |
| VL-II-m-A-09899.01 (RAN: 168087.03.01)         | Biserica „Sf. Apostoli”                                                          | sat aparținător Romanii de Jos; oraș Horezu              | Str. Mănăstirii 164B, la 500 m N de mănăstire | 1698                                                                               | Încarcă foto \| video | Raportează eroare |
| VL-II-m-A-09899.02 (RAN: 168087.03.02)         | Chilii                                                                           | sat aparținător Romanii de Jos; oraș Horezu              | Str. Mănăstirii 164B, la 500 m N de mănăstire | 1698                                                                               | Încarcă foto \| video | Raportează eroare |
| VL-II-m-A-09899.03 (RAN: 168087.03.03)         | Zid de incintă                                                                   | sat aparținător Romanii de Jos; oraș Horezu              | Str. Mănăstirii 164B, la 500 m N de mănăstire | 1698                                                                               | Încarcă foto \| video | Raportează eroare |
| VL-II-a-A-09896 (RAN: 168087.04)               | Schitul „Sf. Ștefan”                                                             | sat aparținător Romanii de Jos; oraș Horezu              | Str. Schitului 23, la 1 km V de mănăstire | 1703                                                                               | Încarcă foto \| video | Raportează eroare |
| VL-II-m-A-09896.01 (RAN: 168087.04.01)         | Biserica „Sf. Ștefan”                                                            | sat aparținător Romanii de Jos; oraș Horezu              | Str. Schitului 23, la 1 km V de mănăstire | 1703                                                                               | Încarcă foto \| video | Raportează eroare |
| VL-II-m-A-09896.02 (RAN: 168087.04.02)         | Chilii                                                                           | sat aparținător Romanii de Jos; oraș Horezu              | Str. Schitului 23, la 1 km V de mănăstire | 1703                                                                               | Încarcă foto \| video | Raportează eroare |
| VL-II-m-B-09900 (RAN: 168871.02)               | Biserica „Sf. Voievozi”                                                          | sat Ruda; comuna Budești                                 | | sf. sec. XVI, modif. 1772                                                          | Încarcă foto \| video | Raportează eroare |
| VL-II-m-B-09901 (RAN: 172821.01)               | Biserica „Sf. Voievozi”                                                          | sat Runcu; comuna Runcu                                  | | 1850                                                                               | Încarcă foto \| video | Raportează eroare |
| VL-II-m-B-09902 (RAN: 169397.03)               | Biserica „Intrarea în Biserică” și „Sf. Grigore Decapolitul”                     | sat Sânbotin; comuna Dăești                              | | 1806                                                                               | Încarcă foto \| video | Raportează eroare |
| VL-II-m-B-09903                                | Casa Panco                                                                       | sat Sânbotin; comuna Dăești                              | 224 | înc. sec. XX                                                                       | Încarcă foto \| video | Raportează eroare |
| VL-II-a-A-09904 (RAN: 171432.01)               | Mănăstirea Govora                                                                | sat Scărișoara; comuna Mihăești                          | Cartier Țigănia 45.06292°N 24.21996°E | 1492-1496                                                                          | Alte imagini          | Raportează eroare |
| VL-II-m-A-09904.01 (RAN: 171432.01.01)         | Biserica „Adormirea Maicii Domnului”                                             | sat Scărișoara; comuna Mihăești                          | cartier Țigănia 45.06296°N 24.21933°E | 1492 - 1496, ref. 1640, rep. 1711, ref. 1783                                       |                       | Raportează eroare |
| VL-II-m-A-09904.02 (RAN: 171432.01.03)         | Turn clopotniță                                                                  | sat Scărișoara; comuna Mihăești                          | cartier Țigănia 45.06293°N 24.21995°E | sec. XV; rep. 1783                                                                 |                       | Raportează eroare |
| VL-II-m-A-09904.03 (RAN: 171432.01.04)         | Chilii                                                                           | sat Scărișoara; comuna Mihăești                          | cartier Țigănia 45.06298°N 24.21919°E | sec. XV – XVIII, ref. 1840                                                         |                       | Raportează eroare |
| VL-II-m-A-09904.04 (RAN: 171432.01.05)         | Zid incintă                                                                      | sat Scărișoara; comuna Mihăești                          | cartier Țigănia 45.06293°N 24.21997°E | sec. XV - XVIII                                                                    |                       | Raportează eroare |
| VL-II-a-B-09905                                | Fostul schit Scăueni                                                             | sat Scăueni; comuna Berislăvești                         | Str. Principală 70 45.26444°N 24.43888°E | 1796-1802                                                                          | Alte imagini          | Raportează eroare |
| VL-II-m-B-09905.01                             | Biserica „Buna Vestire” și „Sf. Nicolae”                                         | sat Scăueni; comuna Berislăvești                         | Str. Principală 70 45.26433°N 24.4393°E | 1796-1802                                                                          | Alte imagini          | Raportează eroare |
| VL-II-m-B-09905.02                             | Stăreția                                                                         | sat Scăueni; comuna Berislăvești                         | Str. Principală 70 | 1796-1802                                                                          |                       | Raportează eroare |
| VL-II-m-B-09905.03                             | Turn-clopotniță                                                                  | sat Scăueni; comuna Berislăvești                         | Str. Principală 70 45.26444°N 24.4389°E | 1796-1802                                                                          |                       | Raportează eroare |
| VL-II-m-B-09906                                | Biserica „Intrarea în Biserică” a fostului schit Corbi (Fluturel)                | sat Schitu; comuna Nicolae Bălcescu                      | 6 | 1832-1840                                                                          | Încarcă foto \| video | Raportează eroare |
| VL-II-m-B-09907                                | Biserica de lemn „Sf. Voievozi”                                                  | sat Seciu; comuna Fârtățești                             | | 1900-1906                                                                          | Încarcă foto \| video | Raportează eroare |
| VL-II-m-B-09908 (RAN: 173007.01)               | Biserica de lemn „Cuvioasa Paraschiva”                                           | sat Sinești; comuna Sinești                              | | 1746, extinsă 1839                                                                 | Alte imagini          | Raportează eroare |
| VL-II-m-B-09909 (RAN: 173007.02)               | Ruinele bisericii „Sf. Nicolae”                                                  | sat Sinești; comuna Sinești                              | Cătun Ganea | 1823                                                                               | Încarcă foto \| video | Raportează eroare |
| VL-II-m-B-09911                                | Spitalul Vechi                                                                   | sat Sinești; comuna Sinești                              | 360 | 1891                                                                               | Încarcă foto \| video | Raportează eroare |
| VL-II-m-B-09912                                | Casa Aurelia Petrescu                                                            | sat Sinești; comuna Sinești                              | Str. Principală 91 | sf. sec. XIX                                                                       | Încarcă foto \| video | Raportează eroare |
| VL-II-m-B-09910                                | Casa Vasile Petrescu                                                             | sat Sinești; comuna Sinești                              | Str. Principală 96 | sf. sec. XIX                                                                       | Încarcă foto \| video | Raportează eroare |
| VL-II-m-B-09913 (RAN: 173070.01)               | Biserica de lemn „Buna Vestire” și „Cuvioasa Paraschiva”                         | sat Slătioara; comuna Slătioara                          | Cătun Mănășești-Cociobi | înc. sec. XIX (cca. 1804)                                                          |                       | Raportează eroare |
| VL-II-m-B-09914 (RAN: 173070.02)               | Biserica „Nașterea Maicii Domnului”                                              | sat Slătioara; comuna Slătioara                          | | sec. XVIII, ref. 1802                                                              | Încarcă foto \| video | Raportează eroare |
| VL-II-m-B-09915 (RAN: 168201.01)               | Biserica „Sf. Nicolae” a fostei mănăstiri Slătioarele                            | localitate componentă Slătioarele; oraș Ocnele Mari      | | 1568-1577                                                                          |                       | Raportează eroare |
| VL-II-m-B-09636                                | Casă, fost han                                                                   | sat aparținător Slăvitești; oraș Băbeni                  | Str. Luceafărului, la 500 m N de oraș | sec. XIX                                                                           | Încarcă foto \| video | Raportează eroare |
| VL-II-m-B-09916 (RAN: 173720.02)               | Ruinele bisericii „Sf. Voievozi”                                                 | sat aparținător Slăvitești; oraș Băbeni                  | Str. Luceafărului, la 500 m N de oraș | 1740-1750                                                                          | Încarcă foto \| video | Raportează eroare |
| VL-II-m-B-09917                                | Biserica „Sf. Nicolae”                                                           | sat Spinu; comuna Perișani                               | 154 | 1809-1811, ref. 1892                                                               | Încarcă foto \| video | Raportează eroare |
| VL-II-m-B-09918                                | Biserica „Sf. Nicolae”                                                           | sat Stănculești; comuna Fârtățești                       | | 1866-1868                                                                          | Încarcă foto \| video | Raportează eroare |
| VL-II-m-B-09919                                | Biserica de lemn „Cuvioasa Paraschiva”                                           | sat Stănești; comuna Stănești                            | | 1894-1896                                                                          | Încarcă foto \| video | Raportează eroare |
| VL-II-m-B-09920 (RAN: 173506.01)               | Biserica de lemn „Sf. Voievozi”                                                  | sat Stănești; comuna Stoilești                           | | sec. XVIII                                                                         | Alte imagini          | Raportează eroare |
| VL-II-a-A-09921 (RAN: 171012.02)               | Ansamblul mănăstirii Mamul                                                       | sat Stănești-Lunca; comuna Lungești                      | | sf. sec. XVII                                                                      | Alte imagini          | Raportează eroare |
| VL-II-m-A-09921.01 (RAN: 171012.02.01)         | Biserica „Sf. Nicolae”                                                           | sat Stănești-Lunca; comuna Lungești                      | | 1696-1699                                                                          |                       | Raportează eroare |
| VL-II-m-A-09921.02                             | Biserica bolniță de lemn „Sf. Treime”                                            | sat Stănești-Lunca; comuna Lungești                      | | 1833                                                                               |                       | Raportează eroare |
| VL-II-m-A-09921.03 (RAN: 171012.02.03)         | Ruine chilii                                                                     | sat Stănești-Lunca; comuna Lungești                      | | sf. sec. XVII                                                                      | Încarcă foto \| video | Raportează eroare |
| VL-II-m-A-09921.04 (RAN: 171012.02.02)         | Zid de incintă                                                                   | sat Stănești-Lunca; comuna Lungești                      | | sf. sec. XVII                                                                      | Încarcă foto \| video | Raportează eroare |
| VL-II-m-A-09922 (RAN: 171012.03)               | Biserica „Adormirea Maicii Domnului” a fostei mănăstiri Stănești                 | sat Stănești-Lunca; comuna Lungești                      | | 1536, extinsă sec. XVII                                                            | Alte imagini          | Raportează eroare |
| VL-II-m-B-09923                                | Biserica „Cuvioasa Paraschiva”                                                   | sat Stoenești; comuna Stoenești                          | | sec. XVIII, 1860                                                                   | Încarcă foto \| video | Raportează eroare |
| VL-II-m-B-09924                                | Casa Popescu                                                                     | sat Stoenești; comuna Stoenești                          | 114 | sf. sec. XIX                                                                       | Încarcă foto \| video | Raportează eroare |
| VL-II-m-B-09925 (RAN: 173383.01)               | Biserica de lemn „Sf. Nicolae”                                                   | sat Stoilești; comuna Stoilești                          | | 1752                                                                               |                       | Raportează eroare |
| VL-II-m-B-09926                                | Biserica „Adormirea Maicii Domnului”                                             | sat Stoilești; comuna Stoilești                          | Cătun Văcălia | 1837                                                                               | Încarcă foto \| video | Raportează eroare |
| VL-II-m-B-09927 (RAN: 170408.01)               | Biserica „Intrarea în Biserică”                                                  | sat Străchinești; comuna Grădiștea                       | | 1722-1748, ref. 1775                                                               | Încarcă foto \| video | Raportează eroare |
| VL-II-m-B-09928 (RAN: 173203.01)               | Biserica de lemn „Cuvioasa Paraschiva”                                           | sat Suiești; comuna Stănești                             | | 1748                                                                               | Alte imagini          | Raportează eroare |
| VL-II-a-A-09929 (RAN: 169976.01)               | Mănăstirea Surpatele                                                             | sat Surpatele; comuna Frâncești                          | | 1706-1707                                                                          | Alte imagini          | Raportează eroare |
| VL-II-m-A-09929.01 (RAN: 169976.01.01)         | Biserica „Sf. Arhangheli” și „Sf. Treime”                                        | sat Surpatele; comuna Frâncești                          | | 1706                                                                               |                       | Raportează eroare |
| VL-II-m-A-09929.02 (RAN: 169976.01.02)         | Stăreție                                                                         | sat Surpatele; comuna Frâncești                          | | 1706                                                                               | Încarcă foto \| video | Raportează eroare |
| VL-II-m-A-09929.03 (RAN: 169976.01.03)         | Chiliile de pe latura de sud                                                     | sat Surpatele; comuna Frâncești                          | | 1706                                                                               | Încarcă foto \| video | Raportează eroare |
| VL-II-m-A-09929.04                             | Clopotniță                                                                       | sat Surpatele; comuna Frâncești                          | | 1706, ref. 1928                                                                    |                       | Raportează eroare |
| VL-II-m-B-09930                                | Moara cu făcaie                                                                  | sat Surpatele; comuna Frâncești                          | | 1868                                                                               | Încarcă foto \| video | Raportează eroare |
| VL-II-a-B-09931 (RAN: 173784.01)               | Fosta mănăstire Morunglav                                                        | sat Șerbănești; comuna Ștefănești                        | | 1746-1753                                                                          | Încarcă foto \| video | Raportează eroare |
| VL-II-m-B-09931.01 (RAN: 173784.01.01)         | Biserica „Sf. Evanghelist Matei”                                                 | sat Șerbănești; comuna Ștefănești                        | | 1746-1753                                                                          | Încarcă foto \| video | Raportează eroare |
| VL-II-m-B-09931.02 (RAN: 173784.01.02)         | Clopotniță                                                                       | sat Șerbănești; comuna Ștefănești                        | | 1746-1753                                                                          | Încarcă foto \| video | Raportează eroare |
| VL-II-m-B-09931.03 (RAN: 173784.01.03)         | Chilii                                                                           | sat Șerbănești; comuna Ștefănești                        | | 1746-1753                                                                          | Încarcă foto \| video | Raportează eroare |
| VL-II-m-B-09931.04 (RAN: 173784.01.04)         | Zid de incintă                                                                   | sat Șerbănești; comuna Ștefănești                        | | 1746-1753                                                                          | Încarcă foto \| video | Raportează eroare |
| VL-II-m-B-09932                                | Biserica de lemn „Sf. Voievozi”                                                  | sat Ștefănești; comuna Ștefănești                        | | 1818                                                                               | Alte imagini          | Raportează eroare |
| VL-II-m-B-09934 (RAN: 170159.01)               | Biserica „Cuvioasa Paraschiva”                                                   | sat Știrbești; comuna Ghioroiu                           | 178 | 1784, ref. 1837 - 1838                                                             | Încarcă foto \| video | Raportează eroare |
| VL-II-m-B-09935 (RAN: 173800.01)               | Biserica de lemn „Sf. Împărați”                                                  | sat Șușani; comuna Șușani                                | | 1724-1725, ref. 1779                                                               | Încarcă foto \| video | Raportează eroare |
| VL-II-m-B-09936                                | Biserica de lemn „Sf. Dumitru”                                                   | sat Șușani; comuna Șușani                                | | 1802, ref. 1895                                                                    | Încarcă foto \| video | Raportează eroare |
| VL-II-m-B-09937                                | Biserica „Sf. Ioan Botezătorul”                                                  | sat Tanislavi; comuna Fârtățești                         | | 1864                                                                               | Încarcă foto \| video | Raportează eroare |
| VL-II-m-B-09938 (RAN: 168657.01)               | Biserica „Sf. Ioan Botezătorul”                                                  | sat Târgu Gângulești; oraș Berbești                      | Str. Biserica din Târg | 1797                                                                               | Încarcă foto \| video | Raportează eroare |
| VL-II-m-B-09939 (RAN: 170079.02)               | Biserica „Adormirea Maicii Domnului”                                             | sat Teiu; comuna Galicea                                 | | 1752                                                                               | Încarcă foto \| video | Raportează eroare |
| VL-II-m-B-09940 (RAN: 169011.02)               | Biserica „Sf. Nicolae” a fostului schit Teiușul                                  | sat Teiușu; comuna Bunești                               | | 1736                                                                               | Încarcă foto \| video | Raportează eroare |
| VL-II-m-B-09941 (RAN: 173864.01)               | Biserica „Adormirea Maicii Domnului”, „Sf. Nicolae”                              | sat Tetoiu; comuna Tetoiu                                | Cătun Vijoești | 1792                                                                               | Încarcă foto \| video | Raportează eroare |
| VL-II-m-B-09942                                | Casa I. Popescu-Tighina                                                          | sat Tighina; comuna Voicești                             | 482 | 1924-1926 Alfred Hugo Cernea (arhitect)                                            | Încarcă foto \| video | Raportează eroare |
| VL-II-m-B-09943 (RAN: 172260.02)               | Biserica „Sf. Voievozi”                                                          | sat Titești; comuna Titești                              | 164 | 1760-1761                                                                          | Încarcă foto \| video | Raportează eroare |
| VL-II-m-B-09944                                | Biserica „Sf. Nicolae” și „Sf. Gheorghe”                                         | sat Turcești; comuna Mateești                            | 133 | 1859                                                                               | Încarcă foto \| video | Raportează eroare |
| VL-II-m-B-09945                                | Biserica „Cuvioasa Paraschiva” și „Toți Sfinții”                                 | sat Turcești; comuna Mateești                            | 1250 | 1833                                                                               | Încarcă foto \| video | Raportează eroare |
| VL-II-m-B-09946 (RAN: 171094.01, 171094.01.01) | Ruinele bisericii „Intrarea în Biserică”                                         | sat Turcești; comuna Mateești                            | 946 A | sec. XVIII                                                                         | Încarcă foto \| video | Raportează eroare |
| VL-II-a-A-09947 (RAN: 172572.01)               | Mănăstirea Cornet                                                                | sat Tuțulești; comuna Racovița                           | 45.3878°N 24.30147°E | 1666                                                                               | Alte imagini          | Raportează eroare |
| VL-II-m-A-09947.01 (RAN: 172572.01.01)         | Biserica „Tăierea Capului Sf. Ioan Botezătorul”                                  | sat Tuțulești; comuna Racovița                           | | 1666, pictura 1761 (altarul)                                                       | Încarcă foto \| video | Raportează eroare |
| VL-II-m-A-09947.02 (RAN: 172572.01.02)         | Foișor                                                                           | sat Tuțulești; comuna Racovița                           | | 1666                                                                               | Încarcă foto \| video | Raportează eroare |
| VL-II-m-A-09947.03 (RAN: 172572.01.03)         | Arhondaric                                                                       | sat Tuțulești; comuna Racovița                           | | 1666                                                                               | Încarcă foto \| video | Raportează eroare |
| VL-II-m-A-09947.04 (RAN: 172572.01.04)         | Zid de incintă                                                                   | sat Tuțulești; comuna Racovița                           | | 1666                                                                               |                       | Raportează eroare |
| VL-II-m-B-09948                                | Gara Cornet                                                                      | sat Tuțulești; comuna Racovița                           | | 1899-1902                                                                          | Încarcă foto \| video | Raportează eroare |
| VL-II-m-B-09949                                | Tunelul Cornet                                                                   | sat Tuțulești; comuna Racovița                           | | 1898                                                                               | Încarcă foto \| video | Raportează eroare |
| VL-II-m-B-09950 (RAN: 168210.01)               | Biserica „Sf. Gheorghe” și „Sf. Dumitru”                                         | localitatea Țeica; oraș Ocnele Mari                      | | 1676-1678, ref. 1726                                                               | Încarcă foto \| video | Raportează eroare |
| VL-II-m-B-09951                                | Biserica „Sf. Nicolae”                                                           | sat Țepești; comuna Tetoiu                               | | 1882                                                                               | Încarcă foto \| video | Raportează eroare |
| VL-II-m-B-09952                                | Biserica de lemn „Sf. Nicolae”                                                   | sat Ursoaia; comuna Pesceana                             | | 1800                                                                               | Încarcă foto \| video | Raportează eroare |
| VL-II-m-A-09953                                | Biserica „Intrarea în Biserică” și „Sfântul Ioan Botezătorul”                    | sat aparținător Urșani; oraș Horezu                      | Str. Urșani 65 | 1800                                                                               | Alte imagini          | Raportează eroare |
| VL-II-m-B-09954 (RAN: 172439.01)               | Biserica de lemn „Buna Vestire” și „Sfinții Voievozi”                            | sat Urși; comuna Popești                                 | 44.9937°N 24.0926°E | 1757, ref. 1792, pictură1843                                                       | Alte imagini          | Raportează eroare |
| VL-II-m-B-09955                                | Biserica de lemn „Adormirea Maicii Domnului”                                     | sat Urși-Ghiobești; comuna Stoilești                     | Între satele Urși și Ghiobești | 1824                                                                               | Încarcă foto \| video | Raportează eroare |
| VL-II-m-B-09956                                | Biserica „Sf. Ioan Botezătorul”                                                  | sat Vaideeni; comuna Vaideeni                            | | 1870-1877                                                                          | Alte imagini          | Raportează eroare |
| VL-II-a-B-09957                                | Ansamblu de instalații tehnice                                                   | sat Vaideeni; comuna Vaideeni                            | | sec. XIX                                                                           | Încarcă foto \| video | Raportează eroare |
| VL-II-m-B-09957.01                             | Joagăr hidraulic                                                                 | sat Vaideeni; comuna Vaideeni                            | | sec. XIX                                                                           | Încarcă foto \| video | Raportează eroare |
| VL-II-m-B-09957.02                             | Moară de apă                                                                     | sat Vaideeni; comuna Vaideeni                            | | sec. XIX                                                                           | Încarcă foto \| video | Raportează eroare |
| VL-II-m-B-09957.03                             | Dărac                                                                            | sat Vaideeni; comuna Vaideeni                            | | sec. XIX                                                                           | Încarcă foto \| video | Raportează eroare |
| VL-II-m-B-09957.04                             | Piuă hidraulică                                                                  | sat Vaideeni; comuna Vaideeni                            | | sec. XIX                                                                           | Încarcă foto \| video | Raportează eroare |
| VL-II-a-B-09958                                | Ansamblu rural                                                                   | sat Vaideeni; comuna Vaideeni                            | zona centrală | înc. sec. XX                                                                       | Încarcă foto \| video | Raportează eroare |
| VL-II-a-A-09959                                | Muzeul Memorial „Nicolae Bălcescu”                                               | sat Valea Bălcească; comuna Nicolae Bălcescu             | 12 45.00064°N 24.43287°E | sec. XIX - XX                                                                      |                       | Raportează eroare |
| VL-II-m-A-09959.01                             | Conacul Bălceștilor                                                              | sat Valea Bălcească; comuna Nicolae Bălcescu             | 12 | sec. XIX - XX                                                                      | Încarcă foto \| video | Raportează eroare |
| VL-II-m-A-09959.02                             | Parc                                                                             | sat Valea Bălcească; comuna Nicolae Bălcescu             | 12 | sec. XIX                                                                           | Încarcă foto \| video | Raportează eroare |
| VL-II-m-A-09959.03                             | Biserica de lemn „Adormirea Maicii Domnului” - Gâltofani                         | sat Valea Bălcească; comuna Nicolae Bălcescu             | 12 45.00128°N 24.43306°E | sec. XVIII                                                                         |                       | Raportează eroare |
| VL-II-a-B-09960 (RAN: 172135.01)               | Mănăstirea Sărăcinești                                                           | sat Valea Cheii; comuna Păușești-Măglași                 | 324 45.1528°N 24.2463°E | 1687                                                                               | Alte imagini          | Raportează eroare |
| VL-II-m-B-09960.01 (RAN: 172135.01.01)         | Biserica „Adormirea Maicii Domnului”                                             | sat Valea Cheii; comuna Păușești-Măglași                 | 324 45.15276°N 24.24621°E | 1687                                                                               |                       | Raportează eroare |
| VL-II-m-B-09960.02 (RAN: 172135.01.02)         | Clopotniță                                                                       | sat Valea Cheii; comuna Păușești-Măglași                 | 324 45.15261°N 24.24618°E | 1692                                                                               |                       | Raportează eroare |
| VL-II-m-B-09960.03 (RAN: 172135.01.03)         | Zid de incintă                                                                   | sat Valea Cheii; comuna Păușești-Măglași                 | 324 45.15267°N 24.24654°E | sf. sec. XVII-înc.sec. XVIII                                                       |                       | Raportează eroare |
| VL-II-m-B-09961                                | Biserica de lemn „Sf. Voievozi”                                                  | sat Valea Grădiștei; comuna Grădiștea                    | | 1816                                                                               | Încarcă foto \| video | Raportează eroare |
| VL-II-m-B-09962                                | Biserica de lemn „Sf. Nicolae”                                                   | sat Valea Mare; oraș Berbești                            | Aleea Bisericii | 1776, ref. 1863                                                                    | Alte imagini          | Raportează eroare |
| VL-II-m-B-09963                                | Biserica „Cuvioasa Paraschiva”                                                   | sat Valea Mare; comuna Valea Mare                        | 153 | 1880                                                                               | Încarcă foto \| video | Raportează eroare |
| VL-II-a-B-09964 (RAN: 170088.01)               | Fostul schit Flămânda                                                            | sat Valea Râului; comuna Galicea                         | | 1596-1597                                                                          | Încarcă foto \| video | Raportează eroare |
| VL-II-m-B-09964.01 (RAN: 170088.01.01)         | Biserica „Sf. Apostoli”                                                          | sat Valea Râului; comuna Galicea                         | | 1596, 1797, 1877, 1924, 1950, 1986-1987                                            | Încarcă foto \| video | Raportează eroare |
| VL-II-m-B-09964.02 (RAN: 170088.01.02)         | Clopotnița                                                                       | sat Valea Râului; comuna Galicea                         | | 1596                                                                               | Încarcă foto \| video | Raportează eroare |
| VL-II-m-B-09964.03 (RAN: 170088.01.03)         | Zid de incintă                                                                   | sat Valea Râului; comuna Galicea                         | | 1596                                                                               | Încarcă foto \| video | Raportează eroare |
| VL-II-m-B-09965 (RAN: 169538.01)               | Biserica de lemn „Înălțarea Domnului”                                            | sat Valea Scheiului; comuna Dănicei                      | | 1767                                                                               |                       | Raportează eroare |
| VL-II-m-B-09966                                | Biserica de lemn „Cuvioasa Paraschiva”                                           | sat Valea Văleni; comuna Zătreni                         | 44 | 1793-1795                                                                          |                       | Raportează eroare |
| VL-II-m-B-09967                                | Biserica „Sf. Voievozi”                                                          | sat Văleni; comuna Zătreni                               | | 1864                                                                               | Încarcă foto \| video | Raportează eroare |
| VL-II-m-B-09968                                | Biserica „Buna Vestire” și „Sf. Ioan”                                            | sat Vătășești; comuna Golești                            | Cătun Țânculești | 1805                                                                               | Încarcă foto \| video | Raportează eroare |
| VL-II-m-B-09969                                | Biserica de lemn „Sf. Voievozi”                                                  | sat Viișoara; comuna Frâncești                           | | 1806                                                                               | Alte imagini          | Raportează eroare |
| VL-II-m-B-09970 (RAN: 174165.02)               | Biserica „Buna Vestire”                                                          | sat Vlădești; comuna Vlădești                            | 178 | 1773, adăugiri 1898                                                                | Încarcă foto \| video | Raportează eroare |
| VL-II-m-B-09971                                | Casa N. Constantinescu                                                           | sat Vlădești; comuna Vlădești                            | 134 | sec. XIX                                                                           | Încarcă foto \| video | Raportează eroare |
| VL-II-m-B-09972                                | Conacul Oromolu                                                                  | sat Vlăduceni Pietrari; comuna Păușești-Măglași          | 11 45.13829°N 24.25735°E | sec. XIX (în lista oficială), 1914-1916 cf. altor surse Petre Antonescu (arhitect) | Încarcă foto \| video | Raportează eroare |
| VL-II-m-B-09973                                | Biserica „Sf. Nicolae”                                                           | sat Voicești; comuna Voicești                            | | 1839                                                                               | Încarcă foto \| video | Raportează eroare |
| VL-II-m-B-09974                                | Casa-prăvălie Maria Turturea                                                     | sat Voineasa; comuna Voineasa                            | Str. Duca I.G. 80 | 1910                                                                               | Încarcă foto \| video | Raportează eroare |
| VL-II-m-B-09975 (RAN: 174307.01)               | Biserica „Sf. Nicolae”                                                           | sat Zătreni; comuna Zătreni                              | 57 | 1734                                                                               | Încarcă foto \| video | Raportează eroare |
| VL-II-m-B-09976 (RAN: 174307.02)               | Biserica de lemn „Sf. Ioan Botezătorul”                                          | sat Zătreni; comuna Zătreni                              | 68 | 1756, rep. și mutată în 1796                                                       | Alte imagini          | Raportează eroare |
| VL-II-m-B-09977 (LMI92: 39B0373)               | Cula Zătreanu                                                                    | sat Zătreni; comuna Zătreni                              | 4 44.7675°N 23.8475°E | 1754, adaosuri sec. XX                                                             | Încarcă foto \| video | Raportează eroare |
| VL-II-m-B-09978                                | Conacul Traian Boicescu                                                          | sat Zătreni; comuna Zătreni                              | 4 44.7607°N 23.85712°E | sec. XIX                                                                           | Încarcă foto \| video | Raportează eroare |
| VL-II-m-B-09980                                | Biserica „Sf. Nicolae”                                                           | sat Zăvoieni; comuna Măciuca                             | În cimitir | 1844                                                                               | Încarcă foto \| video | Raportează eroare |
| VL-III-m-B-09982                               | Fântâna de piatră a episcopului Filaret                                          | municipiul Râmnicu Vâlcea                                | În incinta Ansamblului Episcopal | 1784                                                                               |                       | Raportează eroare |
| VL-III-m-B-09983                               | Monumentul Eroilor din primul război mondial (1916-1918)                         | municipiul Râmnicu Vâlcea                                | Str. Calea lui Traian 216, în cimitirul Cetățuia                                                                                                   | 1923                                                                               |                       | Raportează eroare |
| VL-III-m-B-09984                               | Monumentul Independenței                                                         | municipiul Râmnicu Vâlcea                                | Str. Carol I 9A, pe „Dealul Capela” 45.1046°N 24.3637°E                                                                                            | 1913-1916 Ioan Iordănescu (sculptor)                                               | Alte imagini          | Raportează eroare |
| VL-III-m-B-09985                               | Statuia domnitorului Mircea cel Bătrân                                           | municipiul Râmnicu Vâlcea                                | Parcul Mircea cel Bătrân | 1968                                                                               |                       | Raportează eroare |
| VL-III-m-B-09986                               | Crucea Mișeilor                                                                  | municipiul Râmnicu Vâlcea                                | Piața Mircea cel Bătrân 3, în curtea bisericii „Buna Vestire”                                                                                      | 1734-1735                                                                          |                       | Raportează eroare |
| VL-III-m-B-09987                               | Fântâna cu bustul lui Constantin Brâncoveanu                                     | municipiul Râmnicu Vâlcea                                | Str. Praporgescu, general, în fața Primăriei 45.10694°N 24.36555°E                                                                                 | 1913                                                                               |                       | Raportează eroare |
| VL-III-m-B-09988                               | Bustul lui Anton Pann                                                            | municipiul Râmnicu Vâlcea                                | Str. Știrbei Vodă, lângă casa memorială Anton Pann                                                                                                 | 1968                                                                               |                       | Raportează eroare |
| VL-III-m-B-09989                               | Fântâna Știrbei                                                                  | municipiul Râmnicu Vâlcea                                | Parcul Zăvoi 45.10194°N 24.35555°E | 1853                                                                               | Alte imagini          | Raportează eroare |
| VL-III-m-B-09990                               | Monumentul domnitorului Barbu Știrbei                                            | municipiul Râmnicu Vâlcea                                | Parcul Zăvoi 45.10315°N 24.35789°E | 1920                                                                               |                       | Raportează eroare |
| VL-III-m-B-09991                               | Bustul generalului medic N. Zorileanu                                            | oraș Băile Govora                                        | Parcul Central | înc. sec. XX Spiridon Georgescu (sculptor)                                         |                       | Raportează eroare |
| VL-III-m-B-09992                               | Monumentul Eroilor din primul război mondial                                     | oraș Brezoi                                              | Str. Eroilor 165, pe șoseaua Brezoi-Voineasa, lângă Primărie 45.34359°N 24.24413°E                                                                 | 1924                                                                               |                       | Raportează eroare |
| VL-III-m-B-09993                               | Obelisc comemorativ (1877 și 1916 - 1918)                                        | sat Budești; comuna Budești                              | În fața Primăriei | sec. XX                                                                            | Încarcă foto \| video | Raportează eroare |
| VL-III-m-B-09994                               | Placa comemorativă „Via Carolina”                                                | sat Câinenii Mari; comuna Câineni                        | Pe D. N. 7, la 400 m N de sat, la 20 m înălțime față de drum                                                                                       | 1717                                                                               | Încarcă foto \| video | Raportează eroare |
| VL-III-m-B-09995                               | Monumentul Eroilor (1916 - 1919)                                                 | sat Crețeni; comuna Crețeni                              | În fața bisericii | sec. XX                                                                            | Încarcă foto \| video | Raportează eroare |
| VL-III-m-B-09996                               | Monumentul Eteriștilor și Pandurilor                                             | oraș Drăgășani                                           | Aleea Cimitirului 2, în cimitir | 1881                                                                               | Încarcă foto \| video | Raportează eroare |
| VL-III-m-B-09997                               | Fântâna Brătienilor                                                              | sat Malaia; comuna Malaia                                | Punctul „Sub Podgorii” (pe munte) | 1923-1925                                                                          | Încarcă foto \| video | Raportează eroare |
| VL-III-m-B-09998                               | Statuie comemorativă 1916 - 1918                                                 | oraș Ocnele Mari                                         | În fața Primăriei | sec. XX                                                                            | Încarcă foto \| video | Raportează eroare |
| VL-III-m-B-09999                               | Obeliscul ridicat pe locul taberei de la 1848                                    | localitatea Troian; municipiul Râmnicu Vâlcea            | Str. Posada 8 | 1973                                                                               | Încarcă foto \| video | Raportează eroare |
| VL-IV-s-B-10000                                | Cimitirul Eroilor din primul război mondial (1916 - 1918)                        | municipiul Râmnicu Vâlcea                                | În cimitirul Cetățuia | 1923                                                                               |                       | Raportează eroare |
| VL-IV-m-B-10001 (RAN: 167482.24)               | Cruce de piatră (din timpul lui Duca Vodă)                                       | municipiul Râmnicu Vâlcea                                | Str. Calea lui Traian 143 | 1675                                                                               | Încarcă foto \| video | Raportează eroare |
| VL-IV-m-B-10002                                | Cruce de piatră                                                                  | municipiul Râmnicu Vâlcea                                | Str. Carol I 47, în incinta Ansamblului Episcopal                                                                                                  | 1656                                                                               | Încarcă foto \| video | Raportează eroare |
| VL-IV-m-B-10003                                | Cruce de piatră                                                                  | municipiul Râmnicu Vâlcea                                | Str. Magheru Gheorghe, general 2, în curtea bisericii „Sf. Dumitru”                                                                                | 1752                                                                               |                       | Raportează eroare |
| VL-IV-m-B-10005 (RAN: 168577.01)               | Cruce de piatră                                                                  | sat Bărbătești; comuna Bărbătești                        | La 50 m SE de biserica „Sf. Nicolae”- Vătășești | 1773-1774                                                                          | Încarcă foto \| video | Raportează eroare |
| VL-IV-m-B-10006 (RAN: 168611.01)               | Cruce de piatră                                                                  | oraș Berbești                                            | Str. Târgului, lângă șoseaua Slăvești- Coltești, mai sus de Târg                                                                                   | 1764-1765                                                                          | Încarcă foto \| video | Raportează eroare |
| VL-IV-m-B-10007 (RAN: 168247.04)               | Cruce de piatră                                                                  | sat Bodești; comuna Alunu                                | În curtea bisericii „Sf. Voievozi” | 1747                                                                               | Încarcă foto \| video | Raportează eroare |
| VL-IV-m-B-10008                                | Cruce de piatră                                                                  | sat Bodești; comuna Bărbătești                           | În curtea bisericii fostului schit Bodești | 1774                                                                               | Încarcă foto \| video | Raportează eroare |
| VL-IV-m-B-10009 (RAN: 168764.01)               | Cruce de piatră                                                                  | sat Boișoara; comuna Boișoara                            | În curtea lui Iorga Vasile Văcăruș | 1722                                                                               | Încarcă foto \| video | Raportează eroare |
| VL-IV-m-B-10010 (RAN: 172545.01)               | Crucea de piatră de la Cărbunari                                                 | sat Bradu-Clocotici; comuna Racovița                     | La 300 m SV de biserică | sec. XVIII                                                                         | Încarcă foto \| video | Raportează eroare |
| VL-IV-m-B-10011                                | Cruce de piatră                                                                  | localitate componentă Căciulata; oraș Călimănești        | Pe șosea, la km 197, în fața Mănăstirii Cozia | 1688                                                                               | Încarcă foto \| video | Raportează eroare |
| VL-IV-m-B-10013 (RAN: 167927.04)               | Cruce de piatră                                                                  | localitate componentă Căciulata; oraș Călimănești        | | 1765                                                                               | Încarcă foto \| video | Raportează eroare |
| VL-IV-m-B-10012 (RAN: 167927.03)               | Cruce de piatră                                                                  | localitate componentă Căciulata; oraș Călimănești        | Str. Calea lui Traian 724A, pe D.N. 7, la intrarea în localitate dinspre Călimănești                                                               | 1734                                                                               |                       | Raportează eroare |
| VL-IV-m-B-10015 (RAN: 167927.05)               | Cruce de piatră                                                                  | localitate componentă Căciulata; oraș Călimănești        | Str. Cantacuzino Șerban 71, în fața casei fam. Macavei                                                                                             | 1755                                                                               | Încarcă foto \| video | Raportează eroare |
| VL-IV-m-B-10016 (RAN: 167927.06)               | Cruce de piatră                                                                  | localitate componentă Căciulata; oraș Călimănești        | Str. Cloșca 14, în curtea fam. Stârcu de la nr. 14 (lângă casă)                                                                                    | 1741                                                                               | Încarcă foto \| video | Raportează eroare |
| VL-IV-m-B-10014                                | Crucea lui Epure                                                                 | localitate componentă Căciulata; oraș Călimănești        | Str. Vladimirescu Tudor, pe „Valea satului” | 1810                                                                               | Încarcă foto \| video | Raportează eroare |
| VL-IV-s-B-10017                                | Cimitirul Eroilor din primul război mondial (1916 - 1918)                        | localitate componentă Călinești; oraș Brezoi             | Str. Călinești 2, Cartierul Călinești | sec. XX                                                                            |                       | Raportează eroare |
| VL-IV-m-B-10018                                | Cruce                                                                            | sat Câinenii Mari; comuna Câineni                        | La 400 m N de sat, pe D. N. 7 | 1917                                                                               | Încarcă foto \| video | Raportează eroare |
| VL-IV-m-B-10019                                | Crucea memorială a generalului David Praporgescu                                 | sat Câinenii Mari; comuna Câineni                        | În fața podului peste Olt | 1928                                                                               | Încarcă foto \| video | Raportează eroare |
| VL-IV-m-B-10020 (RAN: 169128.02)               | Cruce de piatră                                                                  | sat Câinenii Mici; comuna Câineni                        | În curtea bisericii „Sf. Voievozi” | sec. XVII                                                                          | Încarcă foto \| video | Raportează eroare |
| VL-IV-m-B-10021                                | Cruce comemorativă general David Praporgescu 1916 - 1918                         | sat Câinenii Mici; comuna Câineni                        | În fața Primăriei | 1928                                                                               | Încarcă foto \| video | Raportează eroare |
| VL-IV-m-B-10022 (RAN: 173551.02)               | Cruce de piatră                                                                  | sat Cireșu; comuna Stroești                              | În curtea bisericii „Cuvioasa Paraschiva” | 1773-1774                                                                          | Încarcă foto \| video | Raportează eroare |
| VL-IV-m-B-10023                                | Crucea vătafului Moldoveanu                                                      | sat Colțești; comuna Alunu                               | În marginea de N a satului, lângă șosea | 1819                                                                               | Încarcă foto \| video | Raportează eroare |
| VL-IV-m-B-10024 (RAN: 169226.01)               | Crucea de pe Valea Vătafului                                                     | sat Copăceni; comuna Copăceni                            | În fața Bisericii „Buna Vestire” din satul Copăceni                                                                                                | 1779-1780                                                                          | Încarcă foto \| video | Raportează eroare |
| VL-IV-m-B-10025 (RAN: 169262.02)               | Cruce de piatră                                                                  | sat Costești; comuna Costești                            | În cimitir, la mormântul învățătorului D. Tănăsescu                                                                                                | 1755                                                                               | Încarcă foto \| video | Raportează eroare |
| VL-IV-m-B-10026                                | Cruce de piatră                                                                  | sat Genuneni; comuna Frâncești                           | În curtea bisericii „Trei Ierarhi” | 1797-1798                                                                          |                       | Raportează eroare |
| VL-IV-m-B-10027 (RAN: 169770.02)               | Cruce de piatră pentru praznicul viilor                                          | sat Giulești; comuna Fârtățești                          | În fața bisericii | 1756-1757                                                                          | Încarcă foto \| video | Raportează eroare |
| VL-IV-m-B-10028 (RAN: 171085.02)               | Cruce de piatră                                                                  | sat Greci; comuna Mateești                               | 237, în apropierea bisericii din cartierul Măgura                                                                                                  | 1795                                                                               | Încarcă foto \| video | Raportează eroare |
| VL-IV-m-B-10029                                | Cruce de piatră                                                                  | sat Greci; comuna Mateești                               | În curtea bisericii (Dealul Grecilor) | 1803                                                                               | Încarcă foto \| video | Raportează eroare |
| VL-IV-m-B-10030 (RAN: 168176.04)               | Cruce de piatră                                                                  | localitate componentă Gura Suhașului; oraș Ocnele Mari   | În curtea bisericii „Sf. Gheorghe”-Domnesc, str. Al. I. Cuza 51                                                                                    | 1650                                                                               | Alte imagini          | Raportează eroare |
| VL-IV-m-B-10031 (RAN: 168176.05)               | Cruce de piatră                                                                  | localitate componentă Gura Suhașului; oraș Ocnele Mari   | În curtea bisericii „Sf. Îngeri”-Bradul | 1798                                                                               | Încarcă foto \| video | Raportează eroare |
| VL-IV-m-B-10032                                | Cruce de piatră                                                                  | oraș Horezu                                              | În curtea bisericii din Târg | 1807                                                                               | Alte imagini          | Raportează eroare |
| VL-IV-m-B-10033                                | Cruce de piatră                                                                  | sat Igoiu; comuna Alunu                                  | În curtea bisericii de lemn „Cuvioasa Paraschiva”                                                                                                  | 1752                                                                               | Încarcă foto \| video | Raportează eroare |
| VL-IV-m-B-10034                                | Cruce de piatră                                                                  | sat Igoiu; comuna Alunu                                  | Cătunul Laz | 1802                                                                               | Încarcă foto \| video | Raportează eroare |
| VL-IV-m-B-10035 (RAN: 167945.01)               | Cruce de piatră                                                                  | localitate componentă Jiblea Veche; oraș Călimănești     | Str. 24 Ianuarie 17, în curtea bisericii | 1702                                                                               | Încarcă foto \| video | Raportează eroare |
| VL-IV-m-B-10036 (RAN: 167945.02)               | Cruce de piatră                                                                  | localitate componentă Jiblea Veche; oraș Călimănești     | Str. Bălcescu Nicolae, colț cu str. Păcii | 1732                                                                               | Încarcă foto \| video | Raportează eroare |
| VL-IV-m-B-10037 (RAN: 171076.03)               | Cruce de piatră                                                                  | sat Mateești; comuna Mateești                            | Str. Principală 370, în dreptul casei lui Popescu Severian                                                                                         | 1777-1778                                                                          | Încarcă foto \| video | Raportează eroare |
| VL-IV-m-B-10038                                | Cruce de piatră                                                                  | sat Mlăceni; comuna Perișani                             | În curtea bisericii de lemn | 1729                                                                               | Încarcă foto \| video | Raportează eroare |
| VL-IV-m-B-10039 (RAN: 172260.03)               | Cruce de piatră                                                                  | sat Titești; comuna Titești                              | În curtea lui Șerban Nicolae | 1726                                                                               | Încarcă foto \| video | Raportează eroare |
| VL-IV-s-B-10040                                | Cimitirul Eroilor din primul război mondial (1916 - 1918)                        | sat Titești; comuna Titești                              | În câmpul bâlciului de „Sf. Ilie” | sec. XX                                                                            |                       | Raportează eroare |
| VL-IV-m-B-10041                                | Cruce de piatră                                                                  | sat aparținător Urșani; oraș Horezu                      | | 1817                                                                               | Alte imagini          | Raportează eroare |
| VL-IV-m-B-10042 (RAN: 172448.01)               | Cruce de piatră                                                                  | sat Valea Caselor; comuna Popești                        | În curtea preotului Oprea Cristea | 1727                                                                               | Încarcă foto \| video | Raportează eroare |
| VL-IV-m-B-10043 (RAN: 174094.02)               | Cruce de piatră                                                                  | sat Valea Mare; comuna Valea Mare                        | La N de sat | 1675                                                                               | Încarcă foto \| video | Raportează eroare |